# Кортес, Эрнан
Ферна́ндо Корте́с де Монро́й и Писа́рро Альтамира́но (исп. Fernando Cortés de Monroy y Pizarro Altamirano), более известный как Ферна́ндо, Эрна́ндо, Ферна́н или Эрна́н Корте́с (исп. Hernán Cortés, 1485 — 2 декабря 1547) — испанский конкистадор, завоевавший Мексику и уничтоживший государственность ацтеков. Благодаря ему в Европе с 1520-х годов стали потреблять ваниль и шоколад.
Происходил из семьи небогатых, но знатных идальго. Два года изучал право в Саламанкском университете, однако предпочёл военную карьеру. В 1504 году переехал на Эспаньолу, в 1510—1514 годах участвовал в экспедиции по покорению Кубы под началом Диего де Веласкеса. В 1519—1521 годах по собственной инициативе предпринял завоевание Мексики. В 1522—1526 годах занимал пост генерал-капитана вновь образованной колонии Новая Испания, проводя независимую политику, но из-за ожесточённой борьбы за власть в 1528 году вернулся в Европу. Король Карл V пожаловал ему в 1529 году титул маркиза Оахаки (исп. Marqués del Valle de Oaxaca). В 1530 году Кортес возвратился в Мексику в звании военного губернатора, но уже не имел реальной власти. В 1540 году навсегда вернулся в Европу, участвовал в неудачном походе на Алжир 1541 года. Скончался и похоронен в Испании, в 1566 году прах был перенесён в Мексику. В 1560-е годы его потомки попытались захватить власть в Мексике, но переворот завершился провалом.
О жизни завоевателя сохранилось мало источников, которые зачастую противоречат друг другу, поэтому историки сильно расходятся в оценках его личности и наследия. Труды Бартоломе де лас Касаса сделали его одним из ключевых персонажей «Чёрной легенды».

## Происхождение
Кортес принадлежал к роду идальго как минимум в двух поколениях. Прижизненный биограф Кортеса — его духовник Франсиско Лопес де Гомара, писал, что семьи Кортесов, Монроев, Писарро и Альтамирано — древние роды Эстремадуры, «из старых христиан». Сервантес де Салазар в посвящении Кортесу 1546 года даже возвёл его генеалогию к роду ломбардских королей, переехавших в Испанию. Напротив, доминиканец Бартоломе де лас Касас, никогда не скрывавший неприязни к Кортесу, писал, что конкистадор был «сыном мелкого дворянчика, которого я знавал лично, очень бедного и очень скромного, но доброго христианина и, как утверждала молва, идальго».
Диего Альтамирано, дед Эрнана по материнской линии, женатый на Леоноре Санчес Писарро, был мажордомом Беатрисы Пачеко, графини Медельинской. Он входил в число городских советников и стал алькальдом. Мартин Кортес де Монрой (1449—1528), отец Эрнана, в течение всей жизни занимал разные государственные должности, в частности, был рехидором, затем генеральным прокурором городского совета Медельина. В средневековой Испании эти должности могли занимать только идальго. Мартин Кортес участвовал в гражданской войне 1475—1479 годов на стороне противников королевы Изабеллы в чине капитана кавалерии.
По отцовской линии Кортес был дальним родственником Николаса де Овандо — первого губернатора Эспаньолы. С материнской стороны Кортес был троюродным братом Франсиско Писарро — завоевателя Перу; другой его родственник, тоже Франсиско Писарро, сопровождал Кортеса в завоевании Мексики.
Кортес сам рассказывал Гомаре, что состояние его семьи было скромным. В 1948 году врач-офтальмолог из Медельина Селестино Вега опубликовал книгу, в которой оценивал рентабельность собственности Мартина Кортеса, и заявил, что доходы семьи были невелики. Подход С. Веги подвергался критике, поскольку он рассматривал документальные свидетельства в контексте реконструированного уровня цен рубежа XV—XVI веков. В 2008 году новое исследование представил мексиканский учёный Эстебан Мира Кабайос, пришедший к выводу, что семейство Кортесов не было богатым, но уровень его благосостояния был соизмерим с социальным статусом.

## Ранняя биография. Испания

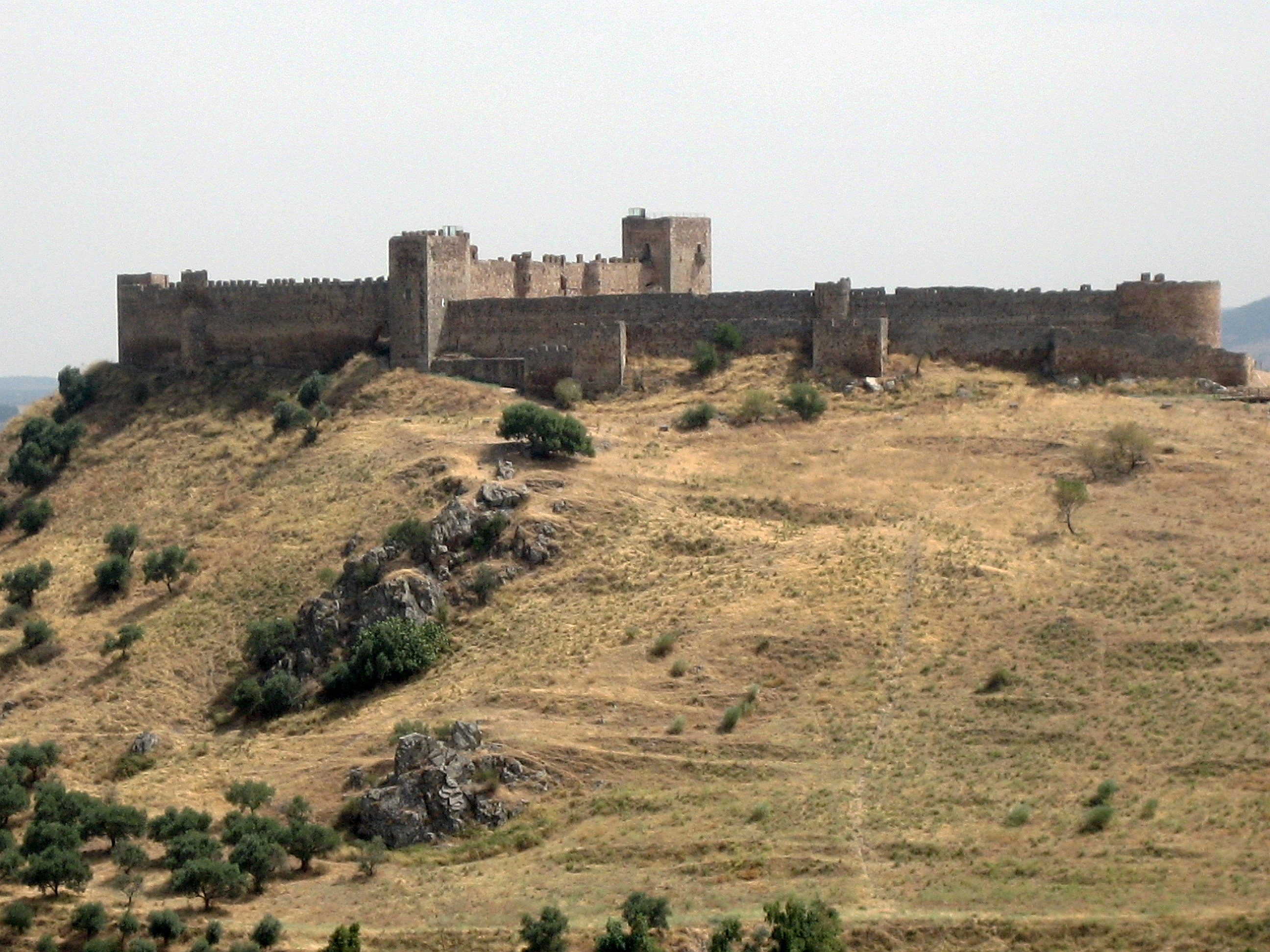
Замок в Медельине

Дата рождения Кортеса является предметом споров, поскольку он её по неизвестным причинам скрывал. Гомара со слов самого Кортеса указывал на 1485 год, но без уточнения. Только в одной анонимной биографии (обрывающейся на 1519 году) говорится, что он родился «в конце июля», но больше эти сведения нигде не подтверждаются. Францисканские историки Херонимо де Мендета и Хуан де Торкемада приводили для рождения Кортеса дату 1483 — то есть год рождения Лютера. Так под завоевание Мексики подводилась идеологическая база: Кортес явился на землю Новой Испании ради обращения в лоно истинной церкви индейцев и восполнения ими рядов католиков, поредевших после Реформации.
По документам Эрнан Кортес де Монрой был единственным сыном Мартина Кортеса де Монрой и Каталины Писарро Альтамирано. При крещении в церкви Св. Мартина в Медельине он получил имя деда по отцовской линии. Фернандо, Эрнандо и Эрнан были в то время одним и тем же именем, для которого в орфографии того времени существовало три разных написания (Fernando, Hernando и Hernán), поэтому они в равной степени использовались современниками.
С матерью у Кортеса тёплых отношений не было, Гомара со слов сына характеризовал её как «суровую и скаредную» особу. В 1530 году он перевёз мать в Мексику, где она скончалась через несколько месяцев. Гораздо более близкие отношения связывали отца и сына. Единственный законный сын своих родителей, Эрнан по обычаю того времени рос под присмотром кормилицы, а в подростковом возрасте поступил под начало гувернёра и учителя фехтования. Гомара описывал его как слабого, болезненного ребёнка, что, вероятно, не соответствовало действительности. По мнению К. Дюверже, это было частью создаваемой вокруг личности завоевателя мифологии, «по которой чахлое создание стало избранником Божьим, а посему получило защиту и покровительство, дабы могло свершить предначертанное».

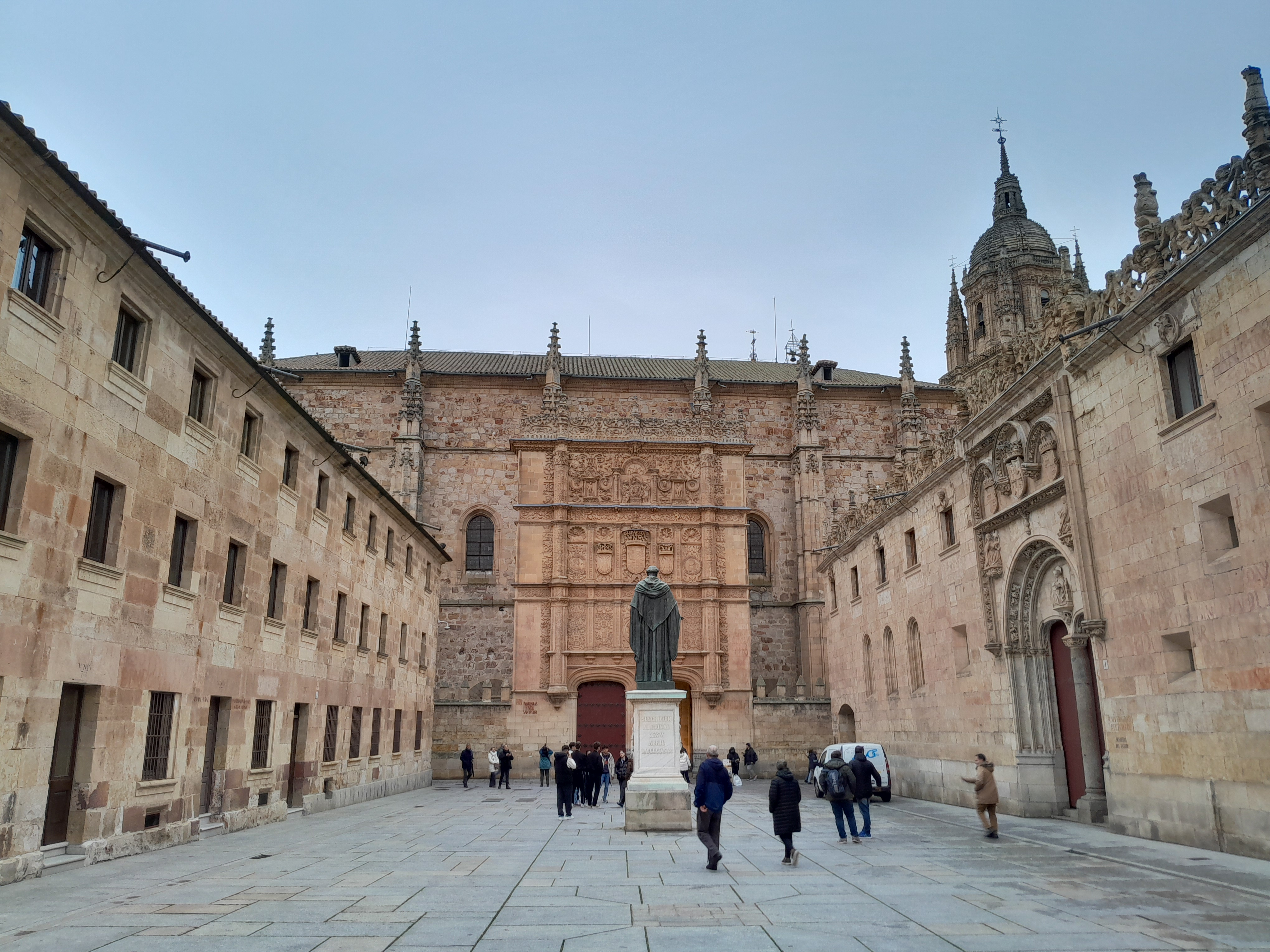
Вид университета Саламанки

До 14-летнего возраста Кортес воспитывался в родном Медельине, а далее его определили в Университет Саламанки. В городе он жил в доме профессора-юриста Франсиско Нуньеса де Валеры, женатого на тётке Эрнана — сводной сестре Мартина Кортеса. В дальнейшем Франсиско Нуньес исполнял роль официального юриста Кортеса в Испании. Обучение в университете продлилось всего два года: зимой 1501 года он вернулся в Медельин. Гомара писал: «Родители встретили его неласково, поскольку они возлагали все надежды на своего единственного сына и мечтали, что он посвятит себя изучению права, каковая наука повсюду в большой чести и уважении».
Кортес был хорошо образованным по меркам XVI века человеком, что признавали и его противники, в том числе лас Касас. Он владел латинским языком, в его докладах и письмах много латинских цитат; по описанию Маринео Сикуло — его первого биографа — умел сочинять стихи и ритмическую прозу. Берналь Диас дель Кастильо и лас Касас называли его «бакалавром права». Американский историк XIX века Уильям Прескотт предположил, что эту степень университет присвоил Кортесу постфактум.
Главной причиной того, что Кортес бросил университет, современные биографы называют желание участвовать в колонизации Санто-Доминго: дальний родственник отца Кортеса — Николас де Овандо, был назначен губернатором Эспаньолы. О его желании уехать в Новый Свет писал Гомара. Однако в 1502 году флот Овандо отплыл без Кортеса. Единственную причину со слов завоевателя описывал Гомара: Кортес во время ночного визита к замужней даме якобы был застигнут её мужем и, спасаясь бегством по крыше, сорвался, повредив ногу. Следующие два года жизни Кортеса описывались биографами противоречиво: по Гомаре, поправившись, Кортес собирался отправиться в Италию под командованием Гонсало Эрнандеса де Кордовы. Напротив, в биографии Хуана Суареса де Перальты (1589 года) утверждается, что Кортес провёл год в Вальядолиде, где работал в нотариальной конторе.

## Эспаньола и Куба

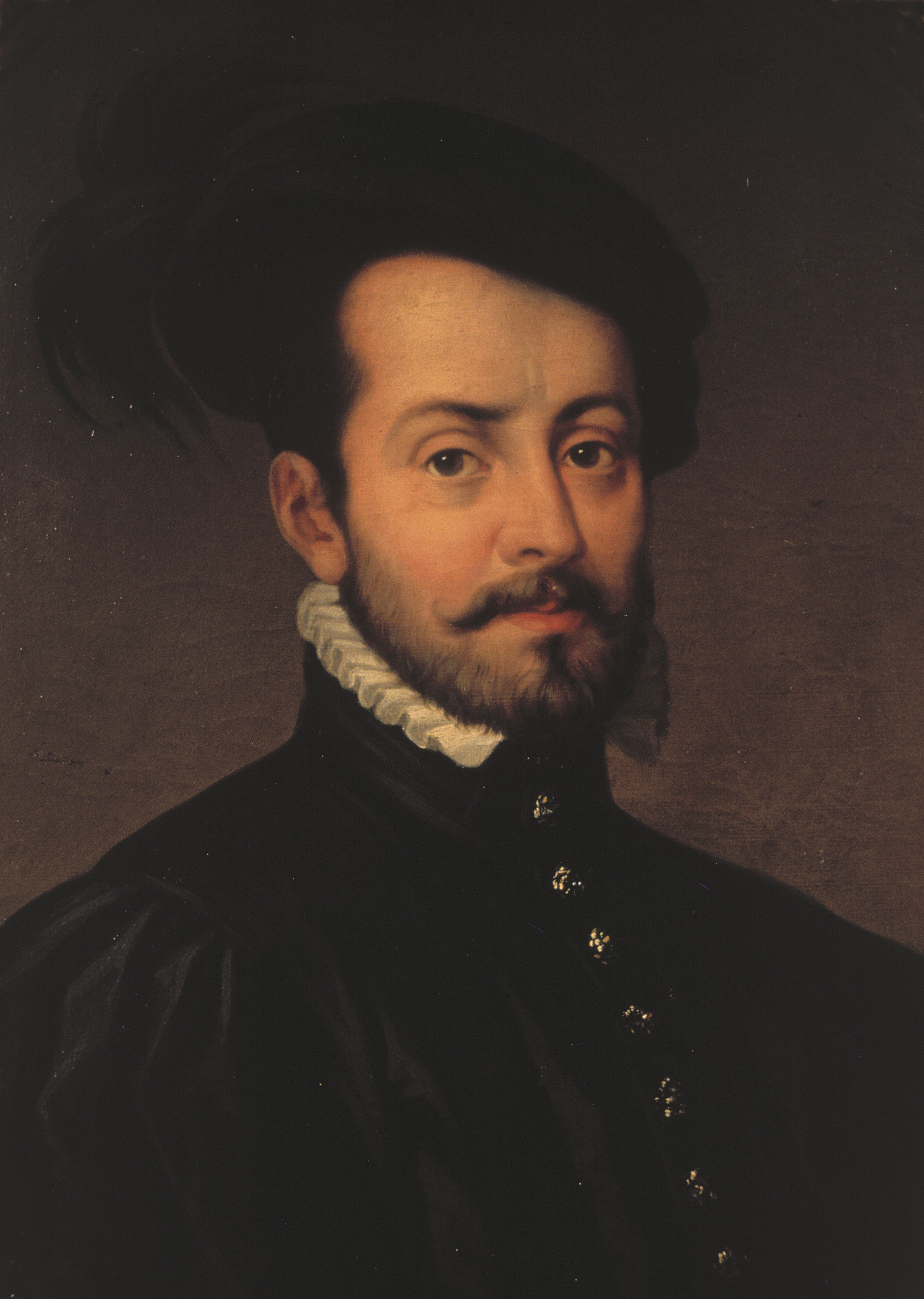
Кортес в молодые годы. Изображение XVII века. Ни одного прижизненного портрета завоевателя Мексики не существует

В конце 1503 года Кортес уговорил родителей оплатить его переезд в Новый Свет и провёл несколько месяцев в Севилье, ожидая оказии до Санто-Доминго. Он прибыл туда 6 апреля 1504 года — за день до Пасхи. Колония находилась тогда в состоянии тяжёлого кризиса, и первое время Эрнан думал отправиться в экспедицию на Жемчужный берег (нынешняя Венесуэла). Однако вскоре из инспекции вернулся губернатор де Овандо, который тепло принял родственника и зарегистрировал его как vecino — полноправного колониста, бесплатно получавшего земли с обрабатывающими их индейцами (репартимьенто) и право на постройку дома в городе; взамен Кортес обязывался прослужить на Эспаньоле не менее 5 лет.
20-летний Кортес стал заметной фигурой в колонии после участия в ряде карательных походов в глубинные районы острова. После административной реформы 1506 года Кортес был назначен нотариусом (исп. escribano, так назывался наместник) в индейском поселении Асуа к западу от Санто-Доминго и весьма поправил своё материальное положение. Он получил репартимьенто в провинции Дайяго; не исключено, что он пытался разводить сахарный тростник, завезённый с Канарских островов. Однако жизнь помещика казалась Кортесу пресной, и он вернулся в Санто-Доминго. В 1507 году он построил дом на пересечении улиц Эль-Конде и Лас-Дамас, прямо напротив резиденции губернатора — один из первых, сохранившихся в Новом Свете. С 2001 года в отреставрированном доме располагается посольство Франции.

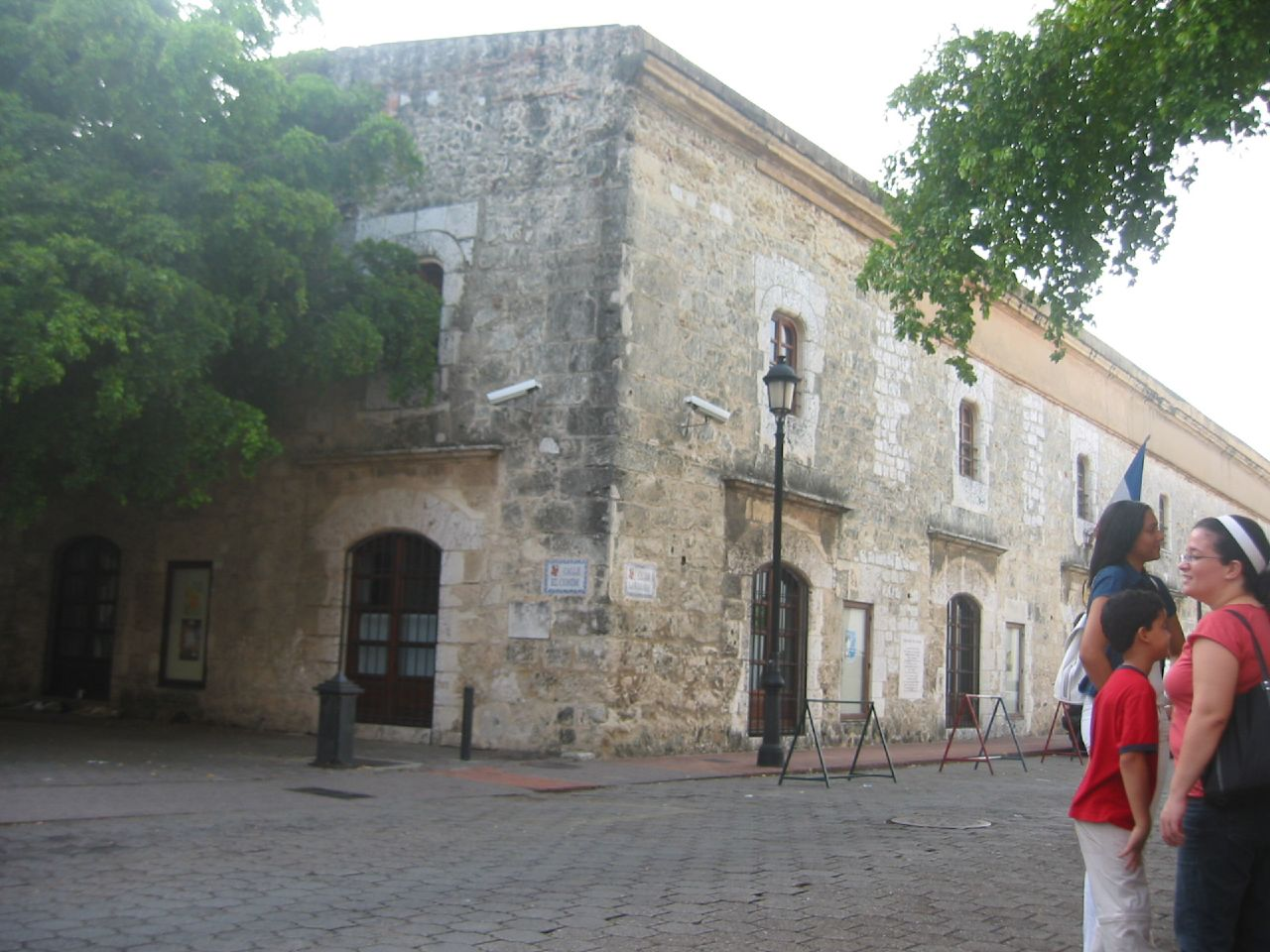
Дом Кортеса в Санто-Доминго. Фото 2005 года

В 1509 году губернатор Овандо был отозван в связи с назначением великим командором Ордена Алькантары, на смену ему был прислан дон Диего Колумб — сын первооткрывателя Америки. Колумб поменял стратегию развития колонии, сделав ставку на морские экспедиции. В окружение нового губернатора Кортес не вписывался, а поскольку пятилетний контракт с Овандо истёк, он мог устроиться в какую-либо из захватнических экспедиций. Тем не менее, Кортес остался на Эспаньоле, как утверждал Сервантес де Салазар, заразившись сифилисом от одной из индейских наложниц.
В 1510 году губернатор Колумб замыслил завоевание Кубы, во главе похода был поставлен дон Диего Веласкес де Куэльяр, впервые попавший в Новый Свет в 1493 году в экспедиции Бартоломео Колумба — брата первооткрывателя. Кортесу удалось получить должность официального казначея (исп. contador del rey) армии Веласкеса, насчитывавшей около 300 человек.
В ноябре 1511 года Веласкес вышел из порта Сальватьерра-де-ла-Сабана на западном побережье Эспаньолы. Экспедиция была тщательно подготовлена: ещё по поручению Овандо в 1509 году капитан Себастьян де Окампо обошёл на корабле вокруг Кубы, нанеся на карту все удобные бухты и якорные стоянки. Высадка прошла в заливе Баракоа, однако Веласкес действовал осторожно. 4 декабря 1512 года был заложен город Асунсьон-де-Баракоа, ставший ареной заговоров и распрей, поскольку Веласкес стремился вести политику, независимую от Диего Колумба. Вскоре стало известно о готовящемся заговоре против Веласкеса, причём мятежники решили тайно сообщить в Санто-Доминго о притеснениях со стороны их начальника и избрали Кортеса своим полномочным представителем. Кортес был схвачен, когда собирался тайно отплыть на Эспаньолу с текстом доноса, и немедленно арестован. Тем не менее, ему удалось встретиться с губернатором наедине и выйти на свободу. Уступив должность казначея Амадору де Ларесу, Кортес становился алькальдом Сантьяго-де-Куба — тогдашней столицы, а также обязывался жениться на свояченице (исп. cuñada) Веласкеса — Каталине Хуарес Маркайда (исп. Catalina Xuarez Marcaida). Кортес не желал жениться, поскольку жил тогда с индейской наложницей, которую крестил под именем Леоноры, а своей дочери-метиске дал имя и фамилию матери — Каталина Писарро; её крёстным отцом был губернатор Веласкес.

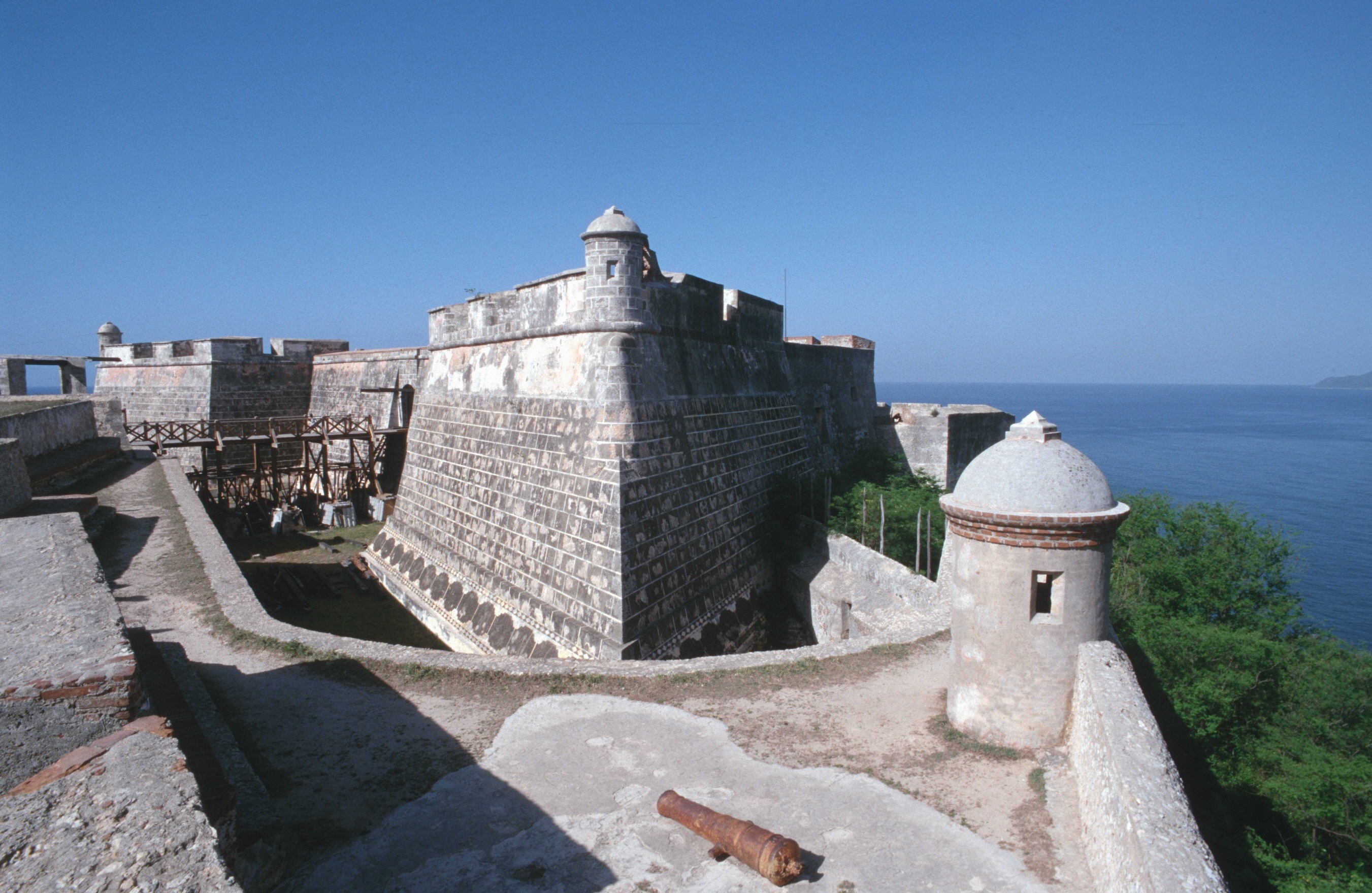
Крепость Морро в Сантьяго-де-Куба

После окончательного «умиротворения» Кубы в 1514 году губернатор Веласкес не имел права производить какую-либо деятельность за пределами острова. Только в 1517 году Веласкес получил право rescate, то есть торговли с соседними островами. Под этим термином скрывались пиратские набеги на соседние острова и материк с целью захвата золота и индейских рабов — коренное население Кубы стремительно вымирало. В феврале 1517 года отправилась в путь экспедиция Франсиско Эрнандеса де Кордоба, снаряжавшаяся в глубокой тайне. Её результатом было открытие Юкатана, по результатам которого Веласкес потребовал для себя звания аделантадо и стал готовиться к завоеванию материковых государств. В 1518 году была отправлена экспедиция племянника Веласкеса — Хуана Грихальвы, в которой прославились многие будущие сподвижники Кортеса — Альварадо, Франсиско де Монтехо и Берналь Диас. Сам Кортес не участвовал в этих экспедициях, снаряжавшихся на личные средства губернатора.
Осенью 1518 года Кортес начал борьбу за главенство в походе для завоевания Мексики. Для начала он добился от правительства Санто-Доминго разрешения организовать экспедицию. 23 октября 1518 года Веласкес подписал контракт и инструкции для Кортеса, причём и Юкатан, и Мексика именовались в нём «островами». По контракту губернатор Кубы снаряжал 3 корабля, средства для остальных давали Кортес и казначей колонии Амадор де Ларес (планировалось снарядить 10 судов). Все расходы по содержанию армии и обеспечению её продовольствием нёс только Кортес. На снаряжение экспедиции Кортес потратил всё состояние, заложил все имения и продал рабов, а также залез в долги.

## Завоевание Мексики

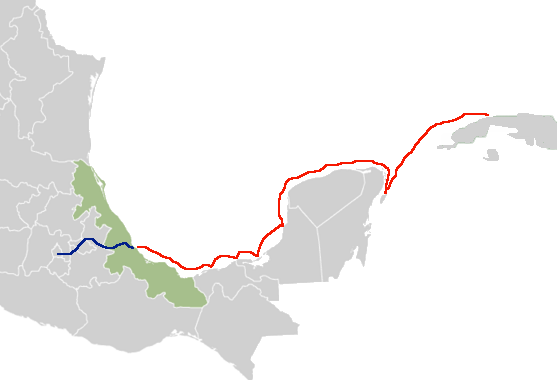
Общая схема похода Кортеса 1519 года. Морская часть выделена красным. Административные границы Мексики — современные

### Высадка в Мексике
К ноябрю 1518 года отношения между Кортесом и Веласкесом ухудшились, вдобавок появились и другие претенденты на пост главнокомандующего. После прибытия экспедиции Грихальвы Кортес направил на его эскадру Педро де Альварадо, чтобы сагитировать его людей принять участие в походе. Это привело к тому, что Веласкес временно отказался от расторжения контракта с Кортесом. В ночь с 17 на 18 ноября 1518 года эскадра Кортеса покинула кубинскую столицу.
Армия Кортеса включала только 350 человек, поэтому он перевёл свою эскадру в Вилья-де-ла-Сантисима-Тринидад, где находился Грихальва. Его команда — около 200 человек — пошла под командование Кортеса. Отправление затягивалось, поскольку Кортес интенсивно скупал съестные припасы. По К. Дюверже — биографу — Кортес сразу показал, что планирует не грабительский набег, а колонизационную экспедицию. Это доказывается и тем, что знамя Кортеса несло латинский девиз in hoc signo vinces («Под сим знаменем победиши»), заимствованный у лабарума императора Константина.
Окончательно армия Кортеса включала 508 пехотинцев, 16 конных рыцарей (несколько из которых в складчину владели одной лошадью, как тот же Альварадо), 13 аркебузиров, 32 арбалетчика, 100 матросов и 200 рабов — кубинских индейцев и негров из энкомьенд Кортеса, в качестве слуг и носильщиков. Снаряжение включало 16 лошадей (11 жеребцов и 5 кобыл, перечисленных Берналем Диасом поимённо), 10 пушек и 4 фальконета. Среди офицеров отряда Кортеса выделялись будущие покорители Центральной Америки: Алонсо Эрнандес Портокарреро (ему первоначально досталась Малинче), Алонсо Давила, Франсиско де Монтехо, Франсиско де Сальседо, Хуан Веласкес де Леон (родственник кубинского губернатора), Кристобаль де Олид, Гонсало де Сандоваль и Педро де Альварадо. Многие из них были опытными солдатами, воевавшими в Италии и на Антильских островах. Команда и армия разместились на 11 кораблях. Главным кормчим был Антон де Аламинос (участник третьей экспедиции Колумба и экспедиции Понсе де Леона, Франсиско де Кордовы и Хуана де Грихальвы). Помимо перечисленных лиц, в экспедиции участвовали три нотариуса и два священника.
10 февраля 1519 года экспедиция отправилась к побережью Юкатана. Первый контакт с высокой цивилизацией Америки состоялся на острове Косумель, где в то время было княжество майя Экаб, центр почитания богини плодородия Иш-Чель. Испанцы попытались разрушить святилище, придя в ужас от обряда жертвоприношения. В качестве переводчика первое время служил индейский юноша-раб, от которого были получены сведения о Херонимо де Агиларе, испанском священнике, попавшем в плен к майя и изучившем их язык. Он стал главным переводчиком экспедиции. В марте 1519 года Кортес формально присоединил Юкатан к испанским владениям (фактически это произошло только в 1535 году). Далее экспедиция пошла вдоль побережья, 14 марта было достигнуто устье реки Табаско, которую испанцы называли Грихальвой. Конкистадоры напали на индейское поселение, но золота не нашли. В Табаско 19 марта Кортес получил от местных правителей подарки: много золота и 20 женщин, среди которых была Малинче, ставшая официальной переводчицей и наложницей Кортеса. Она сразу же была крещена, испанцы называли её «донья Марина».

### Основание Веракруса

Карта похода 1519—1521 годов. Показаны также границы штатов современной Мексики

В Великий четверг 1519 года экспедиция Кортеса высадилась в гавани Сан-Хуан-де-Улуа, открытой Грихальвой. На Пасху прибыл наместник данной области (кальпишки) — Тендиль. Испанцы отслужили перед ним торжественную мессу, после чего Кортес выразил желание встретиться с Монтесумой — правителем ацтеков. Просьба была подкреплена военным парадом, на котором лейтенант Альварадо показал искусство вольтижировки, а также был дан артиллерийский салют. Среди даров, отправленных испанцами Монтесуме, был испанский шлем с позолотой. Берналь Диас и другие испанские хронисты утверждали, что индейцы нашли его похожим на головной убор бога войны Уицилопочтли. По испанским сообщениям, Монтесума, увидев шлем, убедился, что испанцы являются посланцами бога Кецалькоатля, которые должны прийти с моря и овладеть страной. Современные исследователи полагают, что этот миф был сочинён самими испанцами уже после покорения Мексики для идеологического обоснования завоеваний.
Тендиль прибыл через неделю, привезя большое количество ответных даров, в их числе изображения солнца и луны из золота и серебра, военное снаряжение, наряды знати и проч. Дары сопровождались категорическим отказом принять вождя европейцев. Солдаты едва не подняли бунта, поскольку считали, что цель похода выполнена и можно возвращаться на Кубу: испанцы сильно страдали от жары, москитов и плохой пищи. По Берналю Диасу, к тому моменту от недоедания и болезней скончалось уже 35 человек.

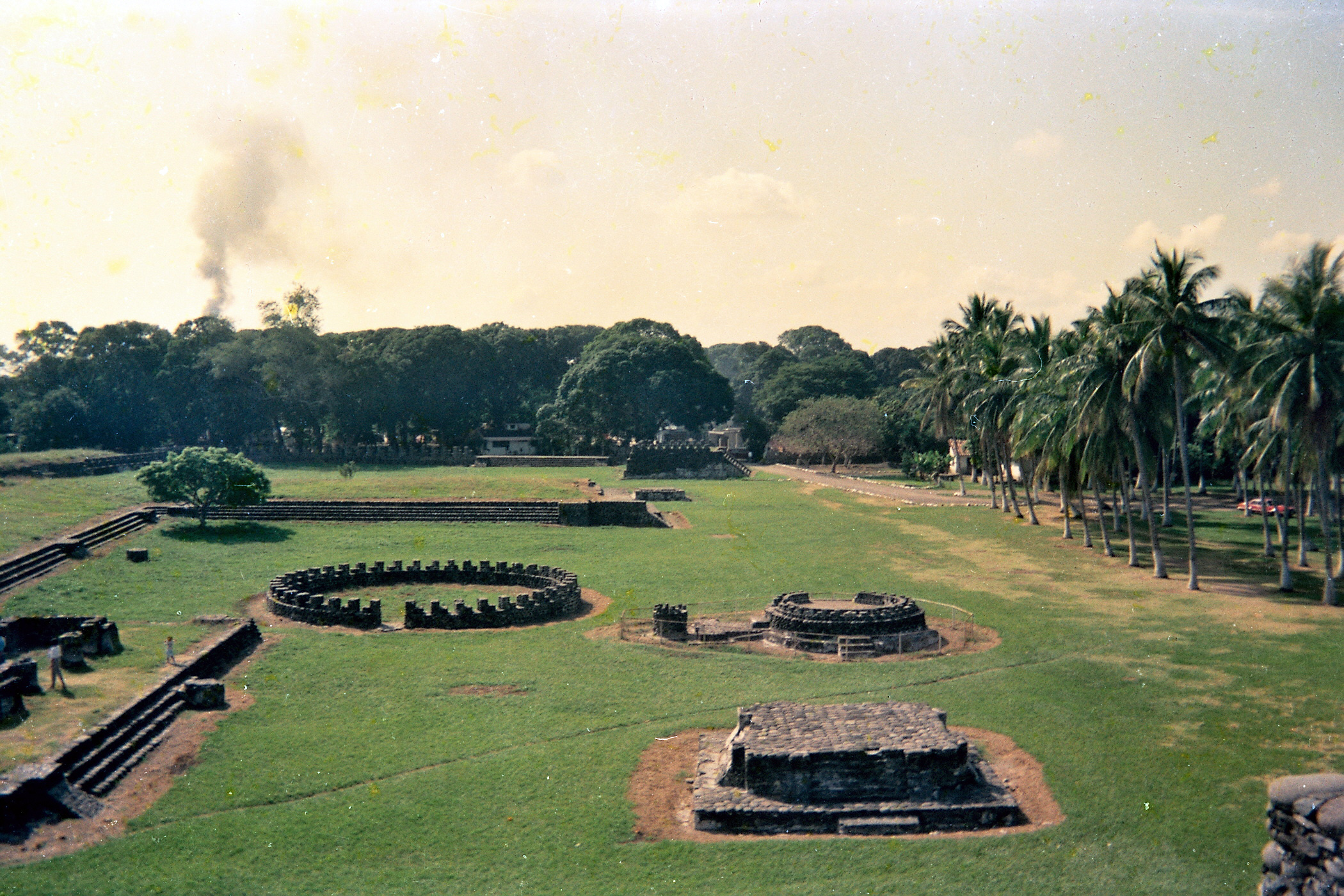
Развалины Семпоалы. Фото 1993 года

Через два дня после отъезда Тендиля к Кортесу прибыло посольство тотонаков из Семпоалы, предложившее союз против ацтеков. Кортес тем самым получал законное основание остаться в Мексике и даже начать поход в столицу Монтесумы. Первым актом стало создание тыловой базы — был основан порт Вилья-Рика-де-ла-Веракрус, располагавшийся тогда в 70 км севернее современного города. Были проведены выборы муниципального совета, главой которого стал нотариус Диего де Годой из Медельина, а алькальдами — друг Кортеса Портокарреро и оппозиционер Франсиско де Монтехо. Сам Кортес общим голосованием был избран главнокомандующим и верховным судьёй, после чего немедленно арестовал лидеров оппозиции, выступавших за возвращение.
В Семпоалу Кортес вошёл без боя. На собрании вождей народа была объявлена война ацтекам. Большую часть армии Кортеса теперь составили союзные племена тотонаков. Касик преподнёс испанцам много золота и подарил восьмерых девушек — все они были родственницами вождей тотонаков, в их числе была и племянница правителя, которую Кортес взял себе.
Вскоре прибыла каравелла с Кубы (ею командовал Франсиско де Сауседо, оставленный наблюдателем), принёсшая тревожные известия: король Карл V даровал Веласкесу права аделантадо завоёванных земель с правом основания городов и пожизненного генерал-капитана, а также возмещение военных расходов в 1/70 от полученной прибыли. При этом капитуляции были датированы 13 ноября 1518 года, что отменяло договор с Кортесом от 18 ноября. Впрочем, каравелла привезла и подкрепление: 70 пехотинцев, коня и кобылу. Кортес на неделю уединился в своей каюте, а 10 июля созвал муниципальный совет Веракруса и заставил алькальдов и рехидоров подписать своё первое донесение о завоевании Мексики, адресованное непосредственно королю. В послании Кортес своей главной целью назвал «приобщение местных жителей к святой католической церкви». От имени муниципального совета у короля просили назначить Кортеса и «не вверять эти земли Диего Веласкесу, каким бы титулом тот ни был пожалован, будь то аделантадо, пожизненный губернатор или иной титул или чин». Послание сопровождалось огромной посылкой драгоценностей, которая составила почти всё, что испанцы успели захватить в Табаско и на земле тотонаков. Берналь Диас писал, что «для образца» в Испанию отправили и четверых мексиканских индейцев, которых освободили от жертвоприношения в Семпоале. Сопровождать дары был отправлен лидер оппозиции — Франсиско де Монтехо, который сообщил Веласкесу через матроса о величине добычи, но не стал сдавать её.
Королевская добыча была отправлена 26 июля 1519 года; в ту же ночь Кортес, договорившись со шкиперами, что все экипажи становятся пехотинцами, распорядился затопить корабли в гавани Веракруса. Этот акт сопровождался судом над оставшимися оппозиционерами, причём двое сторонников Веласкеса были повешены, некоторые были подвергнуты калечащим наказаниям или порке, а прочие получили прощение. Оставив в Веракрусе 150 солдат, 2 рыцарей, 2 орудия и 50 кубинских индейцев, Кортес стал готовиться к походу вглубь страны. Подготовка шла в Семпоале, которую испанцы покинули 16 августа 1519 года.

### Первый поход на Теночтитлан

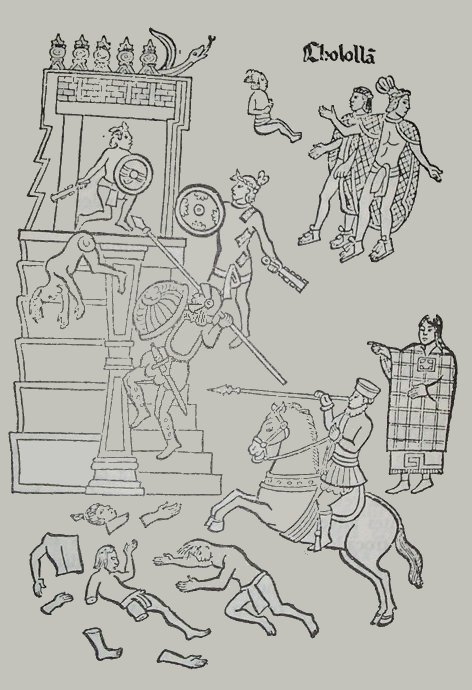
Резня в Чолуле. Тласкаланское изображение XVI века

Первой целью Кортеса стало горное княжество Тласкала, постоянно враждующее с государствами Тройственного союза (собственно ацтеками). Кортес располагал 300 пехотинцами, 15 всадниками и около 1300 тотонакскими воинами и носильщиками — испанцы шли налегке. На земле Тласкалы пришлось выдержать бой с аборигенами, причём тласкаланцы убили двух лошадей. Вскоре вожди тласкаланцев договорились между собой, и 3 октября Кортес был торжественно принят в городе. Шёл 24-й день похода. Верховный вождь тласкаланцев Шикотенкатль и другие правители подарили испанцам своих дочерей, чтобы «слиться со столь храбрыми и добрыми людьми». Кортес связал этот акт с христианизацией, после чего одна из пирамид Тласкалы была очищена от «идолов», освящена, и тласкаланки приняли там крещение. Дочь Шикотенкатля была наречена Луисой де Тласкала, и Кортес лично вручил её Педро де Альварадо, назвав его своим младшим братом. Тласкаланки достались также Хуану Веласкесу де Леону, Гонсало де Сандовалю и другим. Хронисты также утверждали, что Кортесу удалось окрестить четверых вождей Тласкалы, но в собственных его посланиях об этом не упоминается.
Ещё в период боевых действий в Тласкалу прибыло посольство Монтесумы, встревоженного альянсом Кортеса с мятежными княжествами. Испанцам предписывалось идти в Чолулу — второй по величине город-государство Центральной Мексики, священный центр местной религии. Это отвечало планам Кортеса, а тласкаланцы снарядили с ним десятитысячное войско.
12 октября Кортес вошёл в Чолулу, причём жители устроили большой праздник с жертвоприношениями. Хронисты и сам Кортес писали, что против испанцев был составлен заговор: послы Монтесумы обещали предоставить носильщиков, которые оказались замаскированными воинами, их должны были поддержать жители Чолулы. В результате 18 октября Кортес провёл большую резню, продолжавшуюся около пяти часов, причём был дан приказ сжечь общественные здания и храмы. Наибольшее количество жертв сосчитал Гомара — около 6000 человек. После этого Кортес подписал с правителями Чолулы мирный договор, заверенный испанским нотариусом.
По пути к столице ацтеков испанцы увидели вулкан Попокатепетль. Офицер Кортеса — Диего де Ордас решился покорить вершину вулкана с двумя оруженосцами. Позднее король Карл V дозволил включить изображение вулкана в герб Ордаса.

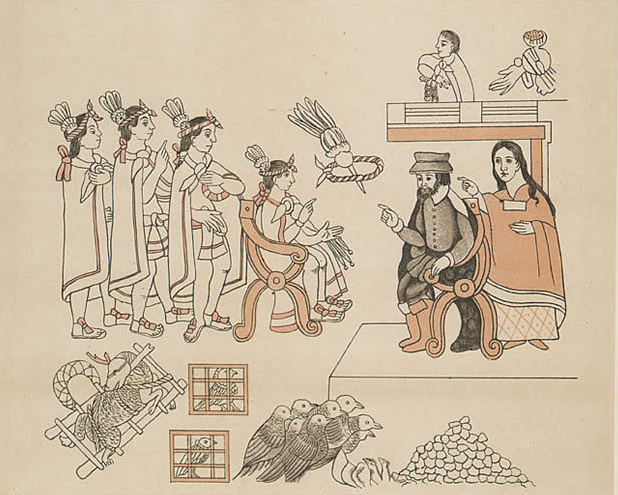
Встреча Кортеса и Монтесумы. Позади Кортеса его переводчица Малинче. Тласкаланское изображение XVI века

В Теночтитлан испанцы вошли 8 ноября 1519 года и были любезно встречены правителями вассальных городов Истапалапана и Кулуакана. На главной городской площади состоялась встреча Кортеса с
тлатоани ацтеков — Монтесумой II. Это событие было записано в местном пиктографическом кодексе следующими словами:

[Четырнадцатый месяц]… Наступает 11 ноября… Праздник нисхождения Микитла[н]текотли и Сонтемок[и], и остальных, и потому его рисуют с военными украшениями, потому что она [война] приводит его [праздник] в мир… В этот месяц был первый приход, который осуществил Эрнандо Кортес, маркиз, пришедший из Долины в Меш[и]ко.

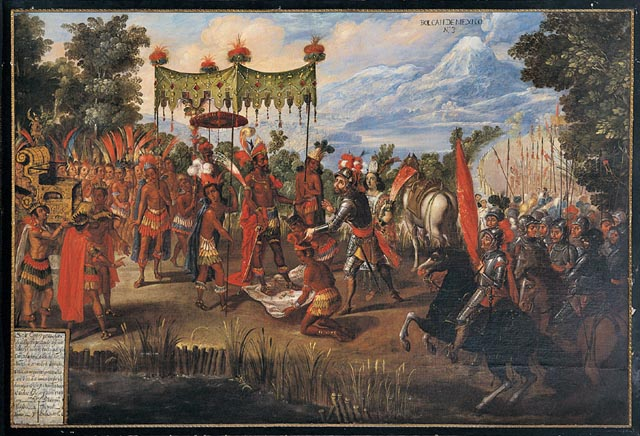
Встреча Кортеса и Монтесумы. Неизвестный художник, вторая половина XVII века

Монтесума наградил Кортеса множеством золотых украшений, которые только усилили желание испанцев завладеть этой страной. Завоеватели были размещены во дворце Ашаякатля — одного из прежних правителей. Эти события были отражены и в источниках, составленных на основе индейских сведений, в частности, в Кодексе Теллериано-Ременсис:

В год 1 Тростник (1519 год) враги. Встретил испанцев Мотекусома в день 1 Ээкатль [должно быть: 8 Ээкатль]. Война с Какамацином (?). Испанцы расположились во дворце в Теночтитлане. Это происходило в месяцы Кечолли, Панкецалистли, Атемостли, Тититль, Искалли и Атлькауало.
Произведённый в своё время историком А. Касо анализ соответствий ацтекских и европейских дат показал, что дата первого вступления Кортеса в Теночтитлан — 9 ноября 1519 года и соответствует ацтекской дате 8 Ээкатль 9 Кечолли года 1 Акатль.

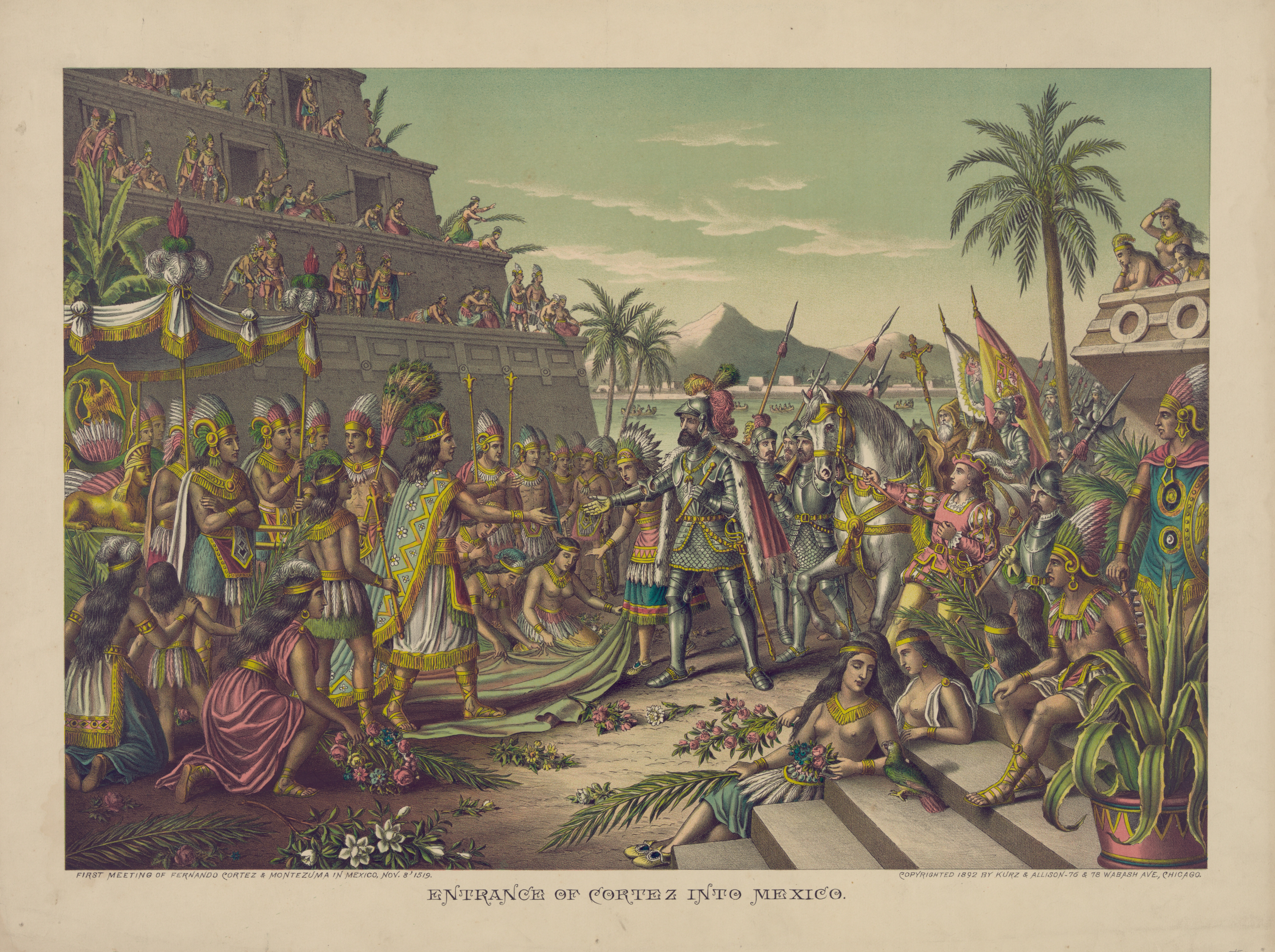
Встреча Кортеса и Монтесумы. Хромолитография второй пол. XIX в. Библиотека Конгресса США

Первая неделя в Теночтитлане прошла спокойно; испанцы восторгались красотами и удобствами мексиканской столицы, однако Кортес отдал распоряжение солдатам и офицерам ходить вооружёнными и днём и ночью. Когда Монтесума не позволил освятить центральный храм Теночтитлана и прекратить кровавые жертвоприношения, Кортес испросил разрешения построить христианскую часовню в испанской резиденции. В ходе ремонтных работ был обнаружен обширный золотой клад. Вскоре тласкаланский гонец привёз письмо из Веракруса о нападении ацтекского гарнизона, в ходе которого были убиты комендант и старший альгвасил, а также множество союзных тотонаков. Кортес в этих условиях захватил в заложники правителя ацтеков Монтесуму, который первоначально предлагал в заложники своих сыновей. Внешне положение правителя не изменилось: в резиденции испанцев он был окружён почётом, поддерживался и обычный церемониал.
Через полгода неопределённости из Веракруса пришли известия о высадке Панфило де Нарваэса, направленного кубинским аделантадо Веласкесом для покорения Мексики и усмирения Кортеса. Его армада включала 18 судов, 900 солдат, 80 конных рыцарей, 90 арбалетчиков, 70 аркебузников и 20 пушек. Главной ошибкой Нарваэса было то, что он повёл себя по отношению к людям Кортеса и союзным индейцам как завоеватель, в результате его люди отправили жалобу в правительство Санто-Доминго, в оппозиции к которому находился Веласкес. Кортес направил в Веракрус индейских шпионов, а поскольку большинство членов экспедиции Нарваэса он знал лично, то начал тайную доставку писем с предложением присоединиться к собственному походу. Кортес обратился и напрямую к Нарваэсу, послав вестником священника Бартоломео де Ольмедо. Решившись оставить Мехико (как называли Теночтитлан испанцы), Кортес назначил комендантом столицы Альварадо, дав ему 80 испанцев и бо́льшую часть тласкаланцев. У Кортеса оставалось не более 70 испанцев.
Прибыв в Семпоалу, Кортес организовал вербовку членов отряда Нарваэса, а 28 мая 1520 года была проведена боевая операция. Нарваэс был захвачен Гонсало де Сандовалем — изгнанным им губернатором Веракруса. Уполномоченный Веласкеса и несколько его ближайших соратников были брошены в тюрьму в Веракрусе, а вся его армия досталась Кортесу. Завоеватель Мексики на этот раз не стал уничтожать флот, но велел снять с кораблей парусную оснастку, рули и компасы. Здесь же Кортес, вероятно, впервые задумался об укреплении своего влияния вне Мехико-Теночтитлана, направив Хуана Веласкеса де Леона обследовать северные области, а Диего де Ордаса — на юг, выделив каждому по 200 солдат. Кроме того, главнокомандующий отправил два корабля на Ямайку, чтобы завезти в Мексику племенной скот. В разгар приготовлений прибыли гонцы-тласкаланцы из Мехико с сообщениями, что столица ацтеков взбунтовалась, а потери гарнизона Альварадо составили уже 7 человек убитыми.

### «Ночь печали»

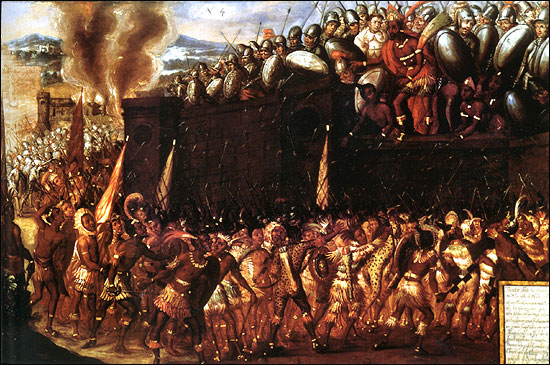
Штурм испанской резиденции и смерть Монтесумы. Картина неизвестного художника, вторая половина XVII века

Одновременно с посланниками Альварадо в Семпоалу прибыли ацтекские послы с жалобой на коменданта Мехико. По Берналю Диасу, Альварадо перебил множество жрецов и индейской знати во время празднования жертвоприношений Уицилопочтли и Тескатлипоке. Практически все хронисты, не исключая Гомара, писали, что главной причиной было желание Альварадо ограбить индейцев; по лас Касасу, было убито до 2000 человек. Нападение на безоружных людей возмутило мексиканцев, испанцы и тласкаланцы оказались осаждёнными в своей резиденции, прикрываясь заложником — Монтесумой. Кортес поспешил в Тласкалу, где был проведён смотр войска: у него было 1300 пехотинцев, 96 конных рыцарей, 80 арбалетчиков и 80 аркебузников, а также 2000 тласкаланцев. 24 июня 1520 года испанцы во второй раз вошли в Теночтитлан.
К тому времени индейцы активно готовились к войне и избрали нового тлатоани — Куитлауака; Монтесума как заложник потерял всякую ценность. По собственному сообщению Кортеса, 25 июня он предпринял последнюю попытку договориться и велел вывести правителя на крышу дворца Ашаякатля, в надежде, что он усмирит толпу. В результате Монтесума был забросан камнями, получив тяжёлые ранения, он скончался 28 июня. Индейские хронисты утверждали, что он был убит самими испанцами.

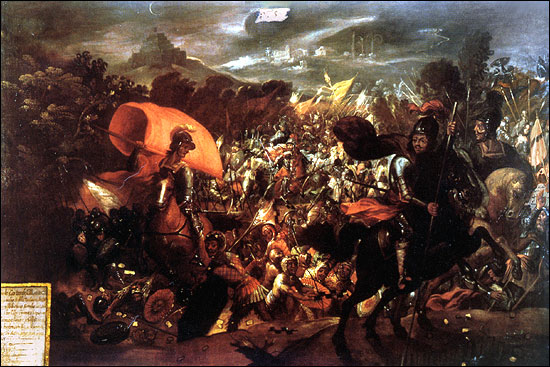
«Ночь печали». Картина неизвестного художника, вторая половина XVII века

Положение испанцев осложнялось тем, что Теночтитлан XVI века располагался на острове, соединённом дамбами с материком, причём ацтеки убрали мосты, соединявшие протоки и каналы; Кортес избрал для движения Тлакопанскую дамбу, имевшую длину около 3 км. Кровавое отступление испанцев в ночь на 1 июля получило название «Ночь печали» (индейская дата — 9 Оллин 19 Текуильуитонтли года 2 Текпатль). Была потеряна вся артиллерия, всё золото, награбленное в Теночтитлане; нераненых не осталось вообще. Точный масштаб потерь установить трудно: максимальные цифры приводил Берналь Диас — погибло около 1000 испанцев, по Кортесу — не более 150 человек. Кортес очень мало пишет о «Ночи печали» в своём отчёте: создаётся впечатление, что ему было неприятно вспоминать эти события. Особый героизм проявил лейтенант Альварадо — командир арьергарда.
7 июля 1520 года на пути в Тласкалу отряд Кортеса был перехвачен преследовавшими его ацтеками, состоялась знаменитая битве при Отумбе, в ходе которой небольшой отряд испанцев смог обратить в бегство многотысячное ацтекское войско (многие из участников сражения впоследствии считали, что победить удалось благодаря Божьей помощи). Испанцам во главе с генерал-капитаном удалось убить командующего — сиуакоатля (заместителя тлатоани), после чего индейцы разбежались. В Тласкалу прибыли 440 пехотинцев, 20 рыцарей, 12 арбалетчиков и 7 аркебузников, с ними были индейские наложницы Кортеса и Альварадо — Малинче и Луиса де Тласкала. Тласкаланцы и тотонаки остались верны испанским завоевателям, так что у Кортеса были ресурсы для окончательного захвата ацтекского государства. Как символ этого, Кортес основал на месте индейского города Тепейак крепость Сегу́ра-де-ла-Фро́нтера (с исп. — «Надёжный город на границе»).

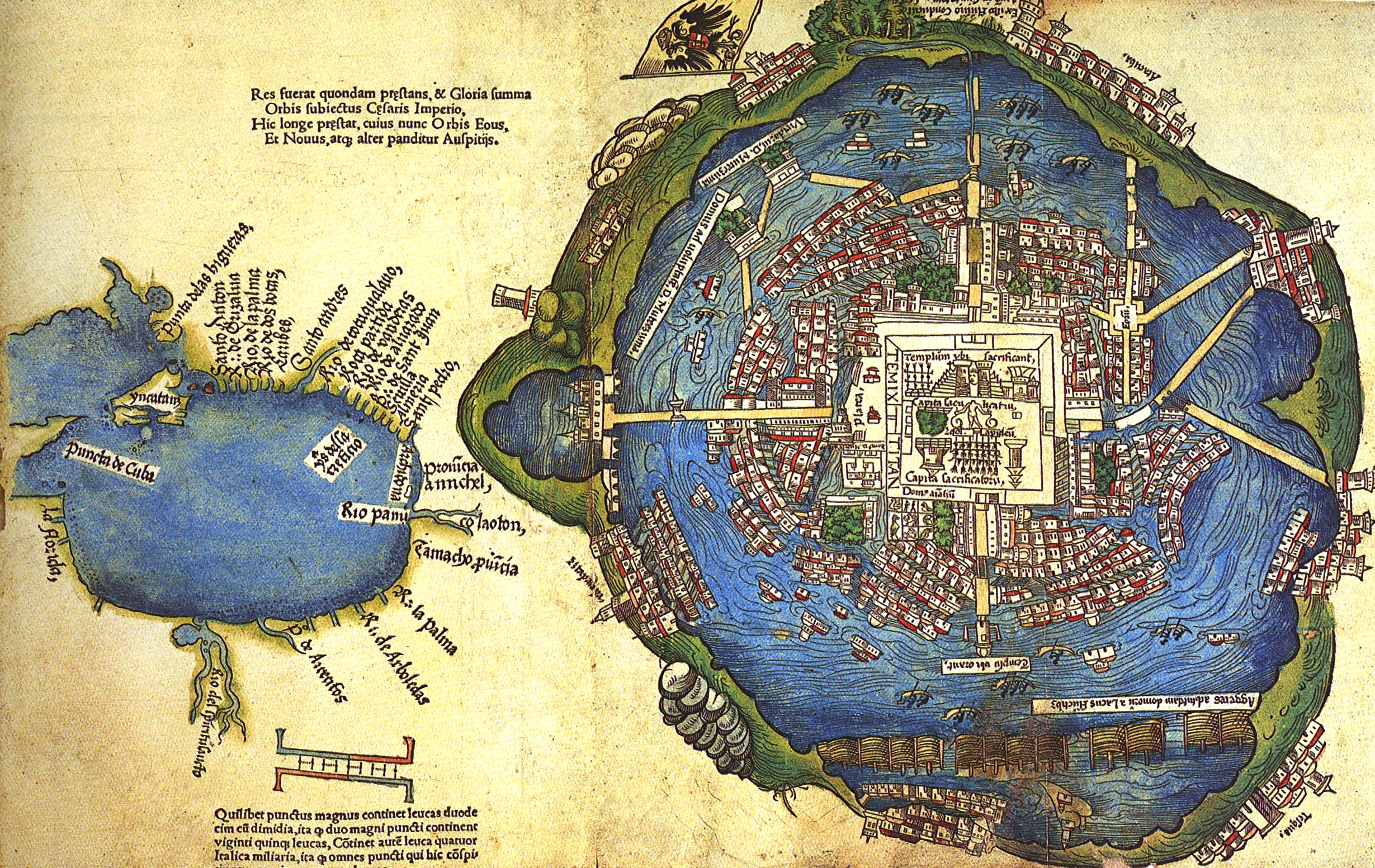
Карта-схема Мехико-Теночтитлана из латинского издания «Реляций» Кортеса (Нюрнберг, 1524). Раскрашена от руки

Кортес, будучи юристом, составил в Тласкале протокол об утрате королевской пятины (20 % всей добычи, причитаемой королю), а также составил обвинительный акт против Веласкеса и Нарваэса, возложив на них ответственность за восстание в Теночтитлане. Карлу V было направлено коллективное письмо всей армии (было поставлено 544 подписи), в котором сообщалось о легитимности избрания Кортеса генерал-капитаном и верховным судьёй и содержалось прошение утвердить его в этих должностях официально. К этому письму Кортес добавил личное послание своему отцу Мартину, своему испанскому юристу — кузену Франсиско Нуньесу и многим знакомым при дворе и в кулуарах власти.
В Сегура-де-ла-Фронтера была написана вторая реляция Карлу V, которая демонстрирует как литературный, так и политический дар Кортеса. В 1522 году она была напечатана в Севилье, в 1523 году переиздана в Сарагосе, а в 1524 году была переведена на латинский язык и издана в Нюрнберге, став событием общеевропейской значимости.
В своей реляции Кортес объявлял императору Карлу, что собирается окрестить свои завоевания «Новой Испанией». По К. Дюверже, это весьма многозначительная деталь: «В 1520 году Испания была ещё не более чем концепцией, идеей единства и однородности старинных территорий, составлявших королевства Кастилии и Арагона. Эта политическая концепция опережала реальное положение вещей, поскольку в начале XVI века Испания была ещё далека от единого государства. Применив термин „Новая Испания“, Кортес одновременно продемонстрировал передовой образ мысли и определённое тактическое чутьё: с одной стороны, он помогал Карлу V насаждать идею великой, сильной и единой и неделимой Испании; с другой — в зародыше пресекал все возможные поползновения к разделу его завоеваний, которые не заставили бы себя ждать, если бы аппетиты не были удержаны твёрдой рукой единой власти. Он оказал политическую поддержку императору, признав существование Испании свершившимся фактом, и гарантировал себя от растаскивания приобретённых мексиканских владений». Реляции доставили: в Испанию — Диего де Ордас, в Санто-Доминго — Алонсо Давила. На Кубу был отправлен бывший секретарь Веласкеса Андрес де Дуэро, с ним Кортес передал письма и золото для своей законной жены Каталины и индейской наложницы Леоноры.

### Падение Теночтитлана

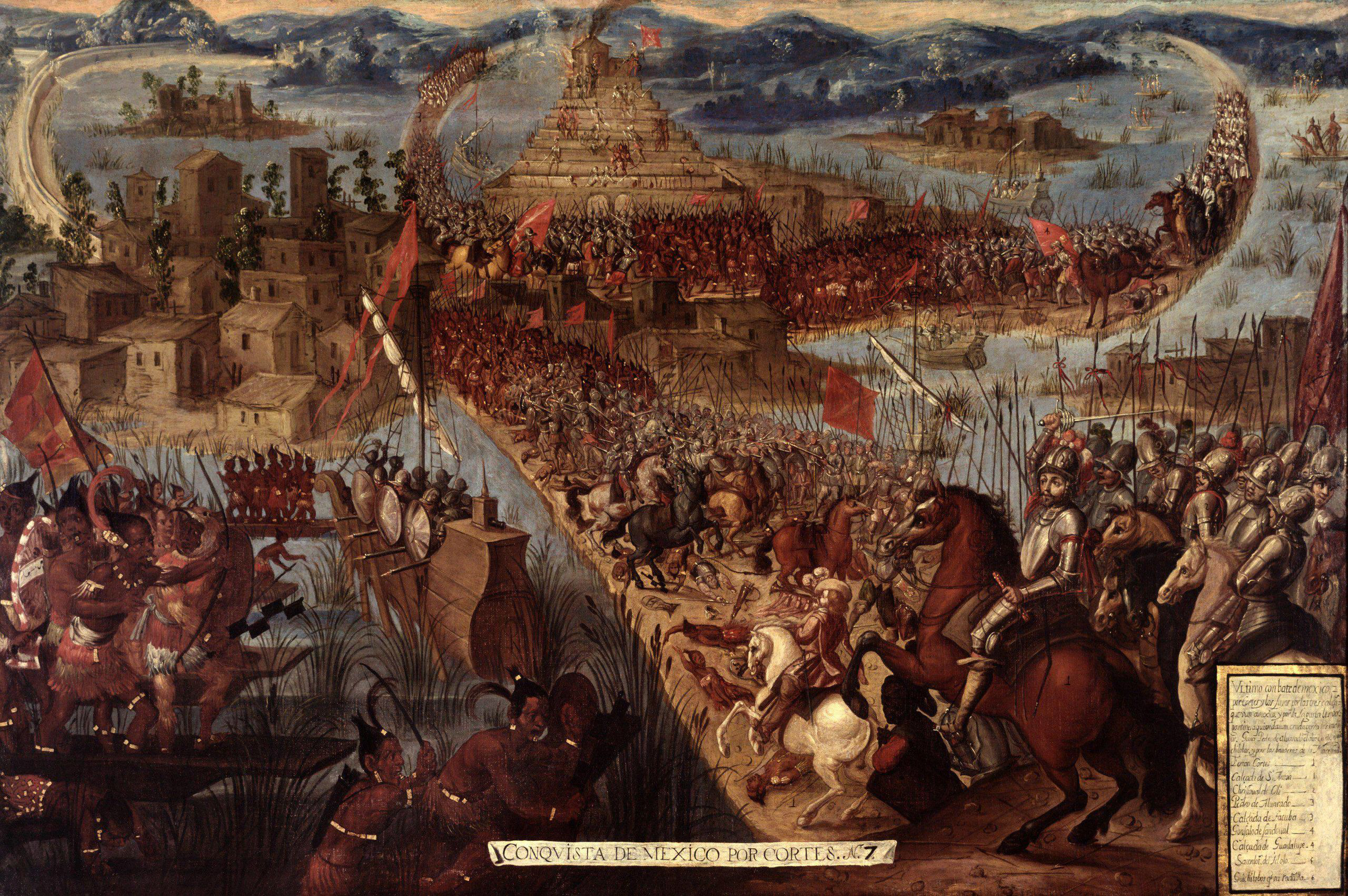
Битва за Теночтитлан. Неизвестный художник, вторая пол. XVII века

Осаде Теночтитлана предшествовала эпидемия оспы, которую завёз в Мексику чернокожий раб Нарваэса, умерший в Семпоале. В результате эпидемии скончался император ацтеков Куитлауак, правивший всего 80 дней, и новым тлатоани был избран Куаутемок.
Кортес решил организовать штурм Мехико-Теночтитлана с воды и начал постройку флота в Тласкале. Стройкой руководил корабельный плотник Мартин Лопес, заложивший 13 десантных бригантин, имеющих вёсла и маленькое орудие на носу. Их построили из материалов, присланных из Веракруса (включая гвозди и канаты), а затем разобрали и перенесли в долину Мехико на плечах индейских рабов; эта работа заняла весь март и апрель 1521 года. Тласкаланцы дали 10000-ю армию, которой командовал касик Чичимекатекутли, кроме того, 8000 рабов переносили разобранные корабли, 2000 рабов — провиант, и 8000 тласкаланцев их конвоировали. Удалось получить союзника и тыловую базу в долине Мехико — это был город-государство Тескоко, где были возведены сухой док и гавань для испанских бригантин. Пока шло строительство, войска Кортеса заняли почти всю восточную часть долины Мехико, однако за города Аскапоцалько и Тлакопан шли исключительно ожесточённые бои. В Веракрус тогда впервые пришёл корабль непосредственно из Испании, на котором прибыл королевский казначей Хулиан де Алдерете, а также монах-францисканец Педро Мелгарехо, который привёз индульгенции для конкистадоров, с ними были ещё 200 солдат и 80 коней.
28 апреля 1521 года Кортес провёл генеральный смотр армии, которая насчитывала чуть более 700 испанских солдат при 85 лошадях, 110 арбалетах и аркебузах, 3 тяжёлых пушках и 15 лёгких полевых орудиях. Индейцы, однако, составляли подавляющее большинство войск Кортеса, причём только приозёрные города-государства предоставили около 150 000 человек и 6000 пирог для их доставки. Одновременно Кортес раскрыл два заговора в испанском и индейском лагере. Антонио де Вильяфанья — друг кубинского губернатора Веласкеса — после суда был повешен в Тескоко, будучи обвинён в попытке захвата власти. В связях с Куаутемоком был обвинён тласкаланский вождь Шикотенкатль-младший, которого также повесили. Кортес после этого не появлялся на людях без телохранителей. В середине апреля прошли неудачные переговоры с правителем ацтеков о сдаче города.

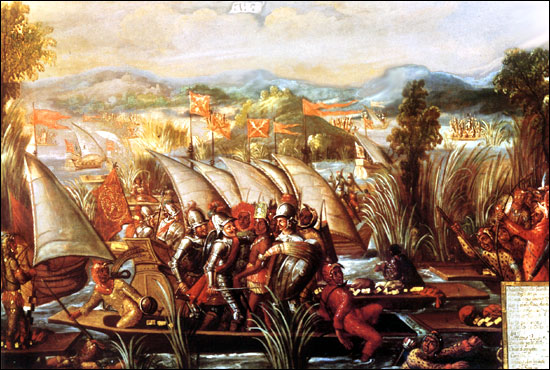
Пленение Куаутемока. Неизвестный художник, вторая пол. XVII века

Штурм города начался 30 мая 1521 года, причём Кортес разместил свои войска в трёх точках, где дамбы соединялись с материком; кроме того, в этот день был перекрыт акведук, доставляющий в Мехико воду. За месяц боёв войскам Кортеса трижды удавалось ворваться в Теночтитлан и дойти до центральной площади, однажды даже удалось подняться на вершину главного храма и сбросить оттуда «идолов», но закрепиться так и не удавалось. Тяжёлое поражение испанцы потерпели 30 июня при штурме Тлателолько: было убито 60 конкистадоров, а главнокомандующий был тяжело ранен. Потерпев неудачу, Кортес решил взять Мехико измором — в конце июля город был отрезан от дамб. 13 августа (1 Коатль 2 Шокотльуэци года 3 Калли) Куаутемок попытался бежать на пироге, но был перехвачен Гарсией Ольгином — другом и оруженосцем Гонсало де Сандоваля.

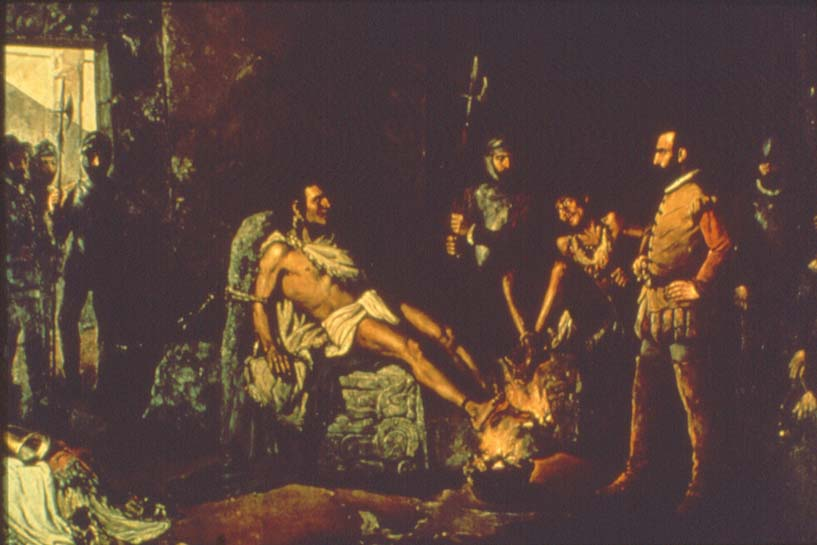
Пытка Куаутемока. Художник Леандро Исагирре, 1893 год

Куаутемок был встречен Кортесом с полагающимися почестями, но, по легенде, он выхватил у командира испанцев кинжал и попытался заколоться (Берналь Диас, напротив, утверждал, что правитель ацтеков сам просил убить его). Кортес сразу повелел ему очистить город от останков убитых, а также восстановить водопровод, дамбы и постройки в двухмесячный срок. Однако очень скоро выяснилось, что золото, пропавшее в «Ночь печали», исчезло бесследно. Франсиско Лопес де Гомара писал, что уже через неделю после падения Теночтитлана конкистадоры подвергли пытке огнём Куаутемока и его кузена — правителя Тлакопана Тетлепанкецаля, равно как и нескольких высших чиновников ацтеков, вынуждая сказать, где спрятано золото. Тетлепанкецаль не выдержал мучений и громко закричал, тогда Куаутемок подбодрил его фразой: «Держись! Ведь и я не предаюсь удовольствиям, находясь в своей купальне». Кристобаль де Охеда свидетельствовал, что Кортес лично принимал участие в пытке; в реляциях завоевателя об этом эпизоде вообще не упоминается.
В январе 1522 года отец завоевателя — дон Мартин Кортес, с тремя кузенами, был по рекомендации герцога Бехарского принят наместником Карла V в Испании — кардиналом-архиепископом Адрианом Утрехтским, избранным за несколько дней до того Папой Римским. Беседа велась на латыни, и фактический правитель Испании встал на сторону Эрнана Кортеса. В августе 1522 года в Испанию вернулся король Карл V, которому предстояло установить статус Мексики в ряду своих владений. Король повелел создать комиссию для примирения Кортеса и Веласкеса. Тогда же в Испанию пришла третья реляция Кортеса, датированная 15 мая 1522 года, в которой подробно описывались «Ночь печали» и взятие Теночтитлана. К письму прилагалась королевская пятина и богатые дары монастырям Кастилии и влиятельным лицам королевства.
15 октября 1522 года Карл V подписал указ о назначении Эрнана Кортеса «губернатором, генерал-капитаном и верховным судебным исполнителем по гражданским и уголовным делам на всей территории и во всех провинциях Новой Испании».

## Правитель Мексики

### Герб Кортеса

Герб Кортеса

Нам угодно, дабы вы могли носить как ваш личный отличительный герб широкий щит с двуглавым чёрным орлом, что есть империи нашей герб, на белом поле в верхней части левой стороны и золотым львом на чёрном [красном] поле под ним в память о находчивости и силе, проявленных вами в сражениях, и с тремя коронами в верхней части правой стороны на песочном [чёрном] поле, одна будет выше прочих, в память о трёх государях великого города Тенуститана [Теночтитлана]… коих вы победили, первому имя Мутесзума [Монтесума], убитый индейцами, когда у вас в плену находился, второму имя Куэтаоацин [Куитлауак], брат его, наследовавший ему… и третьему имя Гуауктемуцин [Куаутемок], его преемник, являвший непокорность, пока не был вами повержен; и в низу правой стороны вы можете поместить город Тенуститан, возвышающийся над водой, в память о его пленении мечом вашим и включении в королевство наше; и вкруг означенного щита на амарильном [жёлтом] поле — семь побеждённых вами капитанов или государей семи провинций залива, кои связаны будут цепью, замкнутой на конце щита висячим замком.
Оригинальный текст (исп.)...Traher por vuestras armas propias y conocidas un escudo que en el medio del a la mano derecha en la parte de arriba aya una aguila negra de doss cabezas en campo blanco que son las armas de nuestro ymperio y en la otra meitad del dicho medio escudo a la parte de abaxo un leon dorado en campo colorado en memoria que vos el dicho hernando cortes y por vuestra yndustria y esfuerzo truxistes las cosas al estado arriba dicho y en la meytad del otro medio escudo de la mano yzquierda a la parte de arriba tress coronas de oro en campo negro launa sobre las dos en memoria de tress Señores de la gran ciudad de tenustitan y sus provincias que vos vencistes que fue el primero muteccuma que fue muerto por los yndios temendole vos preso y cuetaoacin su hermano que sucedio en el señorio y se rrevelo contra nos y os echo de la dicha cibdad y el otro que sucedio en el dicho señorio guauctemncin y sostubo la dicha rrevelion hasta que vos le vencistes y prendistes y en la otra meytad del dicho medio escudo de la mano yzquierda a la parte de abaxo podais traher la cibdad de tenustitan armada sobre agua en memoria que por fuerza de armas la ganastes y sujetastes a nuestro señorio y por orla del dicho escudo en campo amarillo siete capitanes y señores de siete provincias y poblaciones que estan en laguna y en torno della que se rrevelaron contra nos y los enastes y prendistes en la dicha cibdad de tenustitan apresionados y atados con una cadena que se venga a cerrar con un candado debaxo del dicho escudo y encima del un yelmo cerrado con su tinble en un escudo atal...

Профессор Хавьер Лопес Медельин даёт более подробную расшифровку геральдической символики. Двуглавый орёл Габсбургов, помещённый в верхней левой части щита, одновременно символизирует крупные достижения имперского масштаба и указывает на связь между сюзереном и вассалом. Три короны в правой верхней части щита символизируют трёх ацтекских правителей, поверженных Кортесом, это Монтесума, Куитлауак и Куаутемок. Золотой лев в нижней левой части щита символизирует героическое деяние. Наконец, в правой нижней части щита помещено изображение пирамид Теночтитлана, перед которыми изображены монастыри и соборы нового города — Мехико, отражающиеся в водах озера Тескоко. Блазон окаймлён цепью, связывающей 7 голов индейцев, символизирующих вассальные города-государства долины Мехико, покорённые Кортесом: Тлакопан, Койоакан, Истапалапа, Тескоко, Чалько, Шочимилько, Тлателолько. Поскольку отец Кортеса принадлежал к роду Монроев, его герб помещён в самом центре блазона. Хотя девиз не был включён в королевское пожалование, но Кортес ввёл и его, добавив также крылатого льва. Латинский текст девиза гласил: Judicium Domini aprehendit eos et fortitudo ejus corroboravit brachium meum — «Правосудие Господне наступило их, и сила Его укрепила руку мою».
Согласно К. Дюверже, герб Кортеса мог иметь второе прочтение, укоренённое в доколумбовой мексиканской культуре, его можно воспринимать как ацтекскую пиктографию. Орёл Габсбургов и лев левого поля соответствовали символам солнца и войны — орла и ягуара — основ религии науа. Орёл (куаутли) — символ дня и неба, и ягуар (оцелотль, испанцы называли его львом) — символ ночи и подземного царства, представляли собой два воплощения Солнца. В ацтекской религии энергия солнца беспрестанно иссякает, и только человек войной и жертвоприношениями может её периодически возрождать. Включив орла и ягуара в свой герб, Кортес использовал концепцию индейской священной войны. Правая часть герба содержит символы воды и огня. Вода (атль) ясно выражена в виде озера Тескоко, а огонь (тлачинолли) символизируется короной, соответствующей идеографическому знаку огня у ацтеков. Во избежание двусмысленности Кортес использовал три короны, образующие треугольник, поскольку цифра «3» также связана с концепцией огня. Наконец, семь человеческих голов, связанных цепью вдоль всего щита, отсылают к доиспанскому символу пещер Чикомостока — мифическому месту происхождения семи племён науа; испанская цепь соответствует индейской верёвке (мекатль), которая в ацтекской иконографии всегда обозначала захват пленника, предназначенного в жертву.

### Энкомьенда. Политика по отношению к индейцам

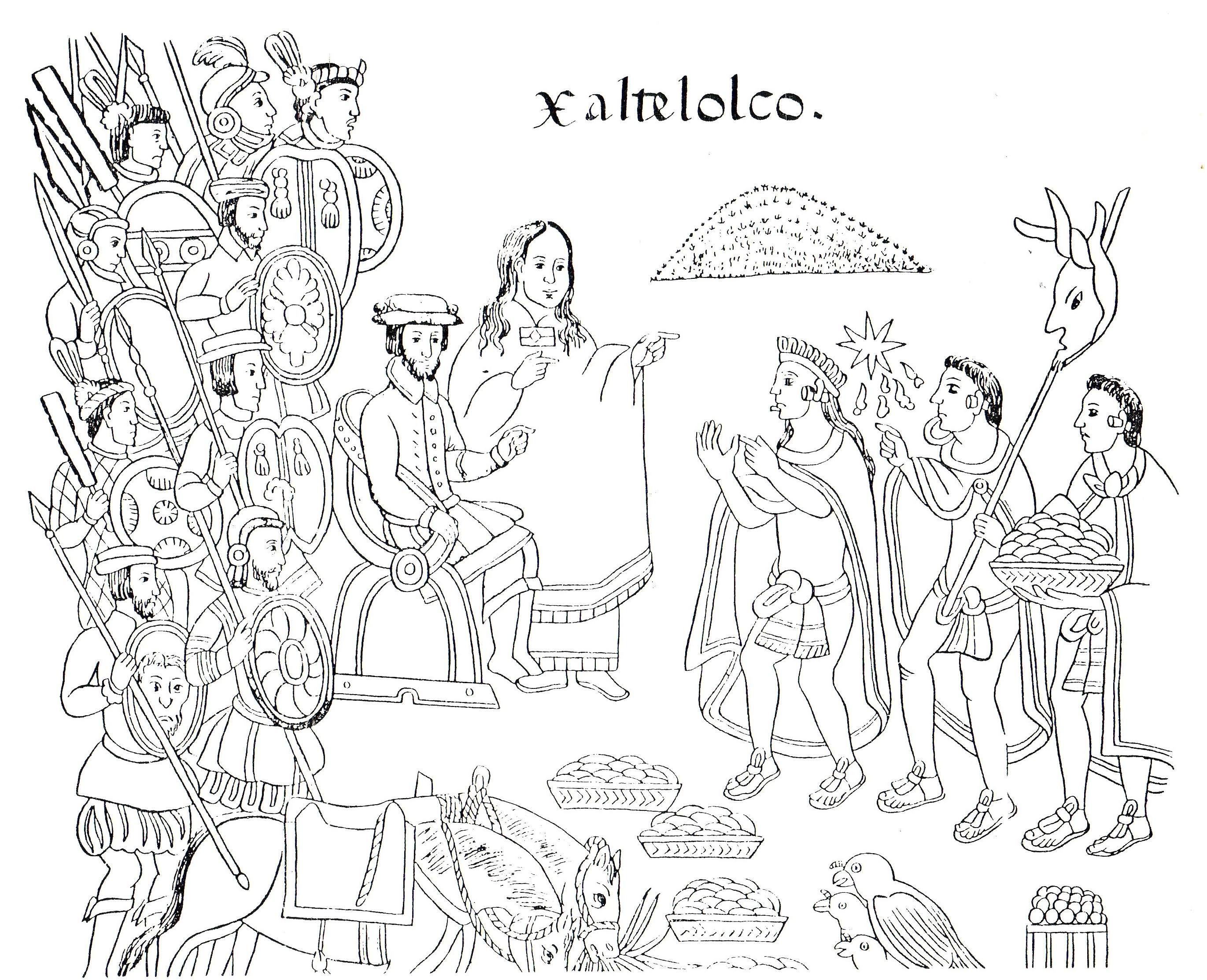
Кортес и Малинче в городе Шалтелолько. Тласкаланское изображение XVI века

Сразу после завоевания Мексики Кортес стал вести себя как независимый правитель. Это облегчалось тем, что к 1521 году не были установлены границы Новой Испании, а в королевской грамоте не устанавливались территориальные пределы власти Кортеса, хотя ещё со времён первых открытий в Новом Свете новые территории считались владениями кастильской короны. В то же время Кортес, будучи свидетелем демографической катастрофы на Эспаньоле и на Кубе, стремился полностью сохранить туземные социальные структуры, по сути, заменив ацтекских кальпишки на своих соратников по конкисте, которые подчинялись лично ему. Реализацией этих принципов и была система энкомьенды, имеющая аналоги как в индейских обществах, так и в системе духовно-рыцарских орденов Испании.
С апреля 1522 года генерал-капитан Новой Испании присвоил себе право распределять все земли между испанскими владельцами по своему усмотрению, причём земли могли получить только непосредственно участвовавшие в конкисте. Для новоприбывших устанавливался ценз пребывания в 8 лет, что превышало срок, когда-то установленный Овандо для Санто-Доминго. В связи с тем, что индейское сельское хозяйство было примитивным по сравнению с испанским и ацтеки не знали множества продовольственных культур, Кортес ввёл квоты на обязательное производство ряда продуктов, как привозных — винограда и пшеницы, так и местных культур — маиса, томатов, перца, бататов и др. Указы Кортеса о выведении местных пород рогатого скота и лошадей свидетельствуют, что он стремился к полной экономической самодостаточности.
В создаваемых энкомьендах осуществлялась система нормирования и государственного регулирования: Кортес запретил труд женщин и детей в возрасте до 12 лет, запрещались ночные работы (трудовой день должен был заканчиваться за час до захода солнца), был введён обеденный перерыв, регулировался также рацион рабочих — «фунт лепёшек с солью и перцем», воскресенье объявлялось выходным днём. Поскольку труд общинников-индейцев не оплачивался, по указу Кортеса после 20-дневной отработки на энкомендеро устанавливался 30-дневный период, в который индейцы работали на себя.
Характерной особенностью политики Кортеса в первые годы после завоевания стало введение сегрегации (traza). Испанское население могло располагаться только в городах (под которыми понималось любое поселение с административной организацией), причём в Мехико испанцам выделялись земли под жилые кварталы, за периметром которых — собственно traza — проживать запрещалось. Это преследовало сугубо политические цели: Кортес хотел предотвратить возможность возникновения «диких» колоний, вне всякого контроля с его стороны. Испанцам также запрещалась торговля с местным населением. Индейцам в местах их сплошного проживания предоставлялось самоуправление, а испанское присутствие ограничивалось представителями власти.
В замыслах Кортеса особое место занимали нищенствующие ордена — особенно францисканцы. Хотя владелец энкомьенды должен был заботиться об обращении в христианство своих подопечных, но главную роль в этом процессе должны были сыграть служители церкви. Кроме того, францисканцы должны были надзирать за испанскими администраторами и помещиками, оберегая коренное население от произвола.

### Христианизация Мексики

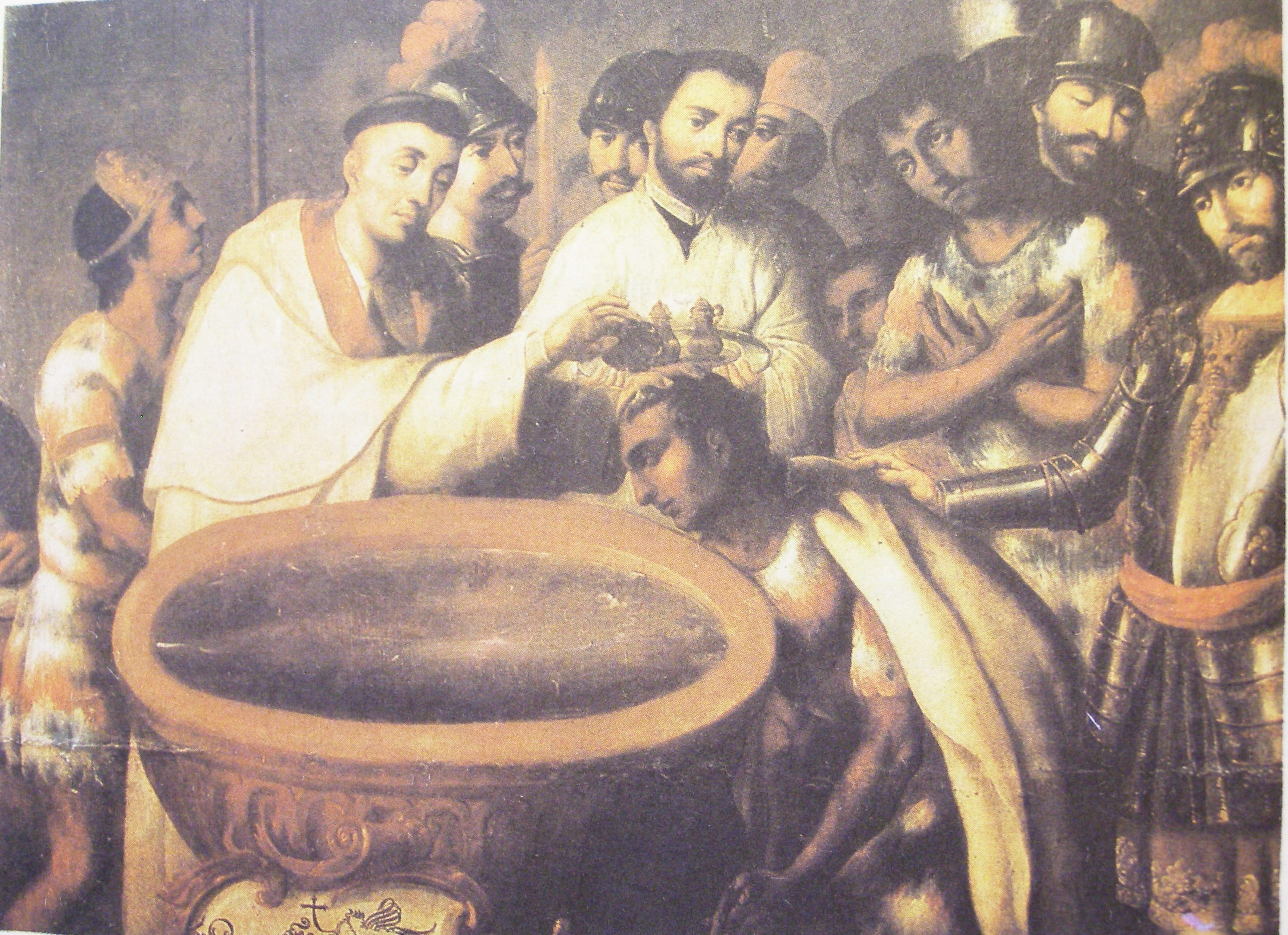
Крещение ацтекских аристократов. Картина неизвестного художника XVI или XVII века

Одной из важнейших целей Кортеса было обращение индейцев в христианство. Однако первое время в Мексике практически не велось храмового строительства, а вместо этого старые языческие капища переоборудовались и освящались. Кортес был весьма либеральным христианином по меркам XVI века, по мнению К. Дюверже, он мог принадлежать к оппозиционному течению в испанском католицизме, центром которого была Эстремадура и носителями которого были францисканцы из церковной провинции (кустодии) Сан-Габриэль. По ходатайству Кортеса буллой «Exponi nobis fecisti» от 9 мая 1522 года папа Адриан VI предоставил им самые широкие полномочия в деле обращения Новой Испании.
Первая миссия, отправлявшаяся в Мексику, по принципу «подражания Христу» состояла из 12 монахов — апостолов Мексики — под руководством брата Мартина из Валенсии, бывшего настоятеля монастыря Сан-Франсиско в Белвисе — феоде Монроев, которые и основали этот монастырь. В ноябре 1523 года 12 миссионеров отправились в Севилью, отплыв из Санлукара 25 января 1524 года. В Санто-Доминго францисканцы столкнулись с восстанием в Баоруко, которым руководил сын касика, обучавшийся у испанских священников. Видя, что индейцы отрицают политику испанизации, мексиканские миссионеры пришли к выводу, что они должны проповедовать индейцам на их родном языке. 13 мая 1524 года миссия высадилась в Сан-Хуан-де-Улуа и пешком двинулась в Мехико. Одним из монахов был Торибио де Бенавенте, получивший от индейцев Тласкалы прозвище Мотолиния («Он беден»). Кортес устроил миссии торжественную встречу и отправил эскорт. В конце июня Кортес организовал первый теологический диспут в Новом Свете, на котором сам председательствовал. Обмен мнениями между первыми двенадцатью францисканцами и вождями Мехико-Теночтитлана был описан Бернардино де Саагуном.

### Кортес и Испания

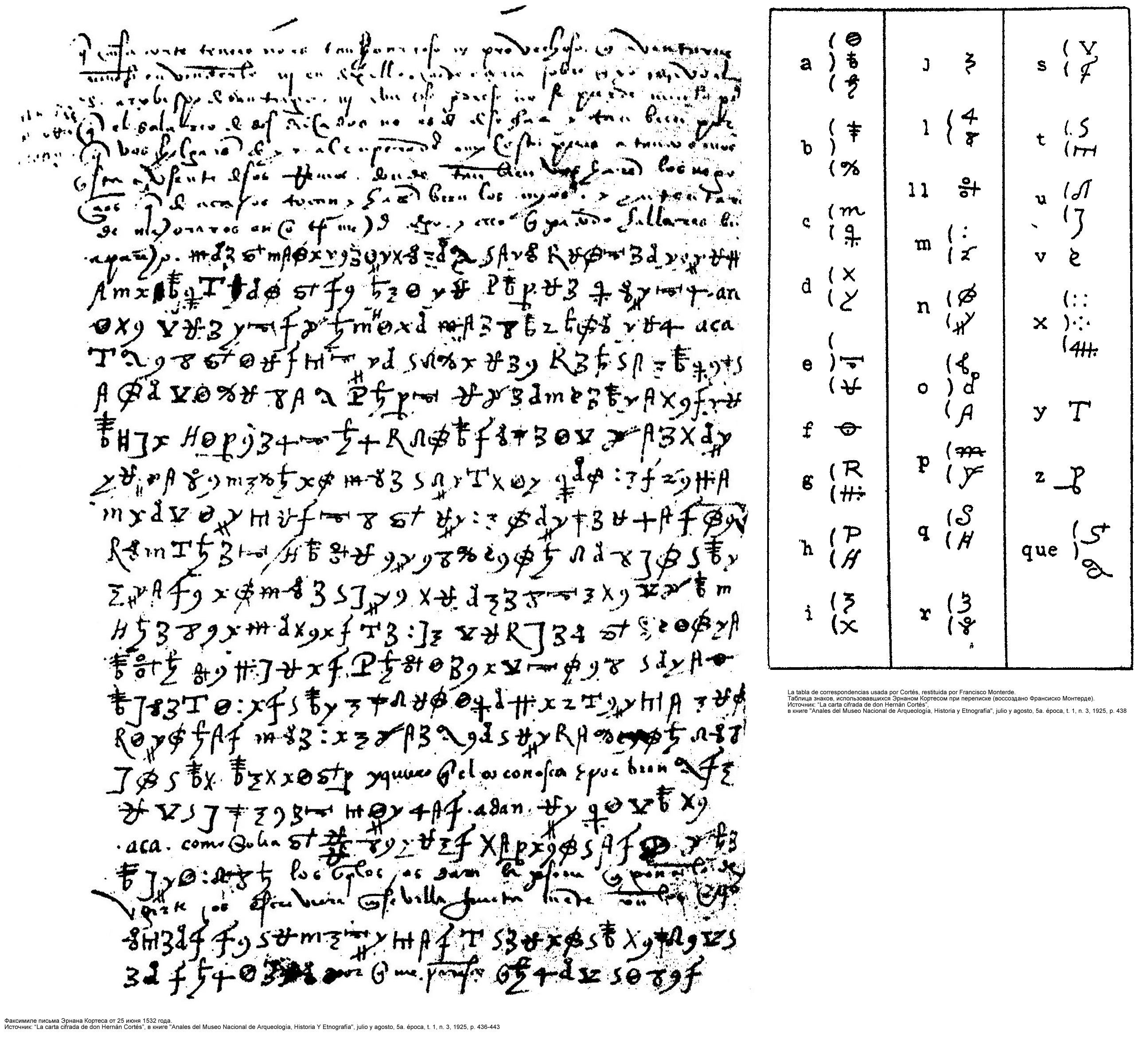
Закодированное письмо Кортеса с использованием комбинированного шифра с подстановкой омофонов и метода nomenclator

Отношения Кортеса с испанскими властями с самого начала были крайне противоречивыми, ибо проводимая им политика противоречила собственно колониальному способу управления, а опора на местные социальные структуры вызывала недоумение и неприятие даже у его соратников. В четвёртой реляции Карлу V Кортес писал:

Если у нас заведутся епископы и прочие прелаты, они не замедлят перенести к нам дурные привычки, свойственные им сегодня. Они воспользуются церковным имуществом, дабы расточить его на роскошь и другие пороки; они пожалуют майораты своим детям и своим родственникам. И хуже всего: коренные жители этих мест знали в прежние времена священников, отправляющих культ и службы, и лица эти были честности и бескорыстия безукоризненного… Что подумают они, видя имущество церкви и службу Господу в руках каноников или прочих святейшеств, которые поведут жизнь невежд и предадутся свободно порокам, как сие вошло у них в привычку сегодня в наших королевствах? Тем преуменьшили бы нашу веру и учинили бы ей великую насмешку.
Такие взгляды объяснялись и тем, что Мексика намного превосходила Испанию по населению и размерам, а также богатству и природным ресурсам. Кортес сразу поставил перед собой задачу освоения Южных морей с мексиканского побережья, о чём извещал короля в реляции от 15 мая 1522 года. Это грозило ещё более отделить Новую Испанию от Старого Света, после чего король принял меры: на рубеже 1523 и 1524 годов Кортес получил ряд указаний, датированных ещё 26 июня 1523 года. Они противоречили всей политике Кортеса, поскольку король требовал свободного передвижения испанцев по любой территории, запрета смешанных браков, введения свободы торговли и проч. Власть резко осудила энкомьенды и потребовала упразднить поместья. Для реализации королевских планов им была направлена в Веракрус Королевская аудиенсия под началом Алонсо де Эстрада, имевшая главной целью ограничение власти Кортеса и увеличение размеров прибыли. В этих условиях решение Кортеса покинуть Мехико вызывало недоумение у всех современников и историков.

### Дело Олида и Гарая
В октябре 1524 года Кортес, обладая всей полнотой власти, решился покинуть Мехико. Поход на земли майя многим биографам казался иррациональным: к моменту начала войны Кортес контролировал всю территорию бывшей империи ацтеков, на северо-востоке Сандоваль сумел усмирить хуастеков, Франсиско де Ороско покорил Оахаку, а Кристобаль де Олид — Мичоакан, то есть земли, ацтекам никогда не подчинявшиеся. Владения Кортеса достигли северного побережья Теуантепека, были найдены богатейшие залежи серебра и основан порт Акапулько.
Ещё в 1523 году Кортес отправил два отряда — морской и сухопутный. Кристобаль де Олид возглавил морской отряд с 6 кораблями и 370 солдатами, который должен был зайти в Гавану для снаряжения, а далее направиться в Гондурас. Сухопутный отряд шёл под командой Педро де Альварадо, имеющего под началом 135 конных рыцарей, 120 аркебузиров, 4 орудия, 200 тласкаланцев и 100 ацтеков. В реляции Карлу V утверждалось, что основной их целью был поиск прохода из Атлантического океана в Тихий, но в действительности Кортес хотел подчинить себе всю территорию Центральной Америки. Однако ряд историков связывали поход Кортеса с «делом Гарая».
Поиски пролива, соединяющего два океана, с 1519 года осуществлял губернатор Ямайки — Франсиско де Гарай, свояк Христофора Колумба, один из пионеров освоения Америки. Он пытался оспаривать права Кортеса на Новую Испанию, в чём его поддерживали аделантадо Кубы Веласкес и епископ Фонсека — главный противник Эрнана в Испании. 25 июля 1523 года Гарай и Хуан де Грихальва высадились в Пануко, имея около 1000 человек. Это привело к войне Кортеса и Гарая, ибо генерал-капитан Мексики располагал грамотой Карла V от 24 апреля, предписывающей Франсиско де Гараю не вмешиваться в мексиканские дела. Вооружённые столкновения закончились в Мехико, куда Кортес пригласил Гарая, чтобы обсудить брак их детей. На Рождество 1523 года Гарай скоропостижно скончался, после чего Кортеса обвинили в его отравлении.
Тем не менее, в четвёртой реляции Карлу V, датированной 15 октября 1524 года, нет намёков на намерения отойти от власти. Кортес, однако, жаловался на то, что королевские ревизоры занизили расходы на «умиротворение» Мексики. Это закономерно привело его к заявлению, что король не понимает особенностей этой земли, и Кортес не собирается исполнять его указания: «Я делал то, что считал благом для Вашего Величества, и поступить иначе значило бы допустить опустошения; я призываю Ваше Величество подумать об этом и сообщить мне Ваше решение». Вместе с посланием Кортес отправил в Испанию и королевскую пятину, включающую золота на сумму 80 000 песо, драгоценности Куаутемока (Берналь Диас писал, что там были жемчужины величиной с орех) и символический дар — пушку «Феникс» из низкопробного золота с посвятительной надписью: «Никто подобной птицы не узрел, никто ещё слугой Кортеса не имел; никто, подобно Вам, и миром не владел». При переплавке она дала ещё 20 000 дукатов прибыли. По К. Дюверже, в подарке был вызов: пушку отлили индейцы-тараски из металла, добытого в Мичоакане. Это показывало, что не Мексика нуждается в богатствах Кастилии, а совсем наоборот.
Тем временем Кристобаль де Олид заключил соглашение с аделантадо Веласкесом и начал войну за единоличное обладание Гондурасом — претендентов к тому времени было уже четверо: Франсиско Эрнандес, отправленный из Панамы, самопровозглашённый губернатор Гонсалес де Авила и Педро де Альварадо. Кортес отправил на усмирение мятежа своего кузена Франсиско де лас Касаса, который казнил Олида.

### Поход 1524—1526 годов

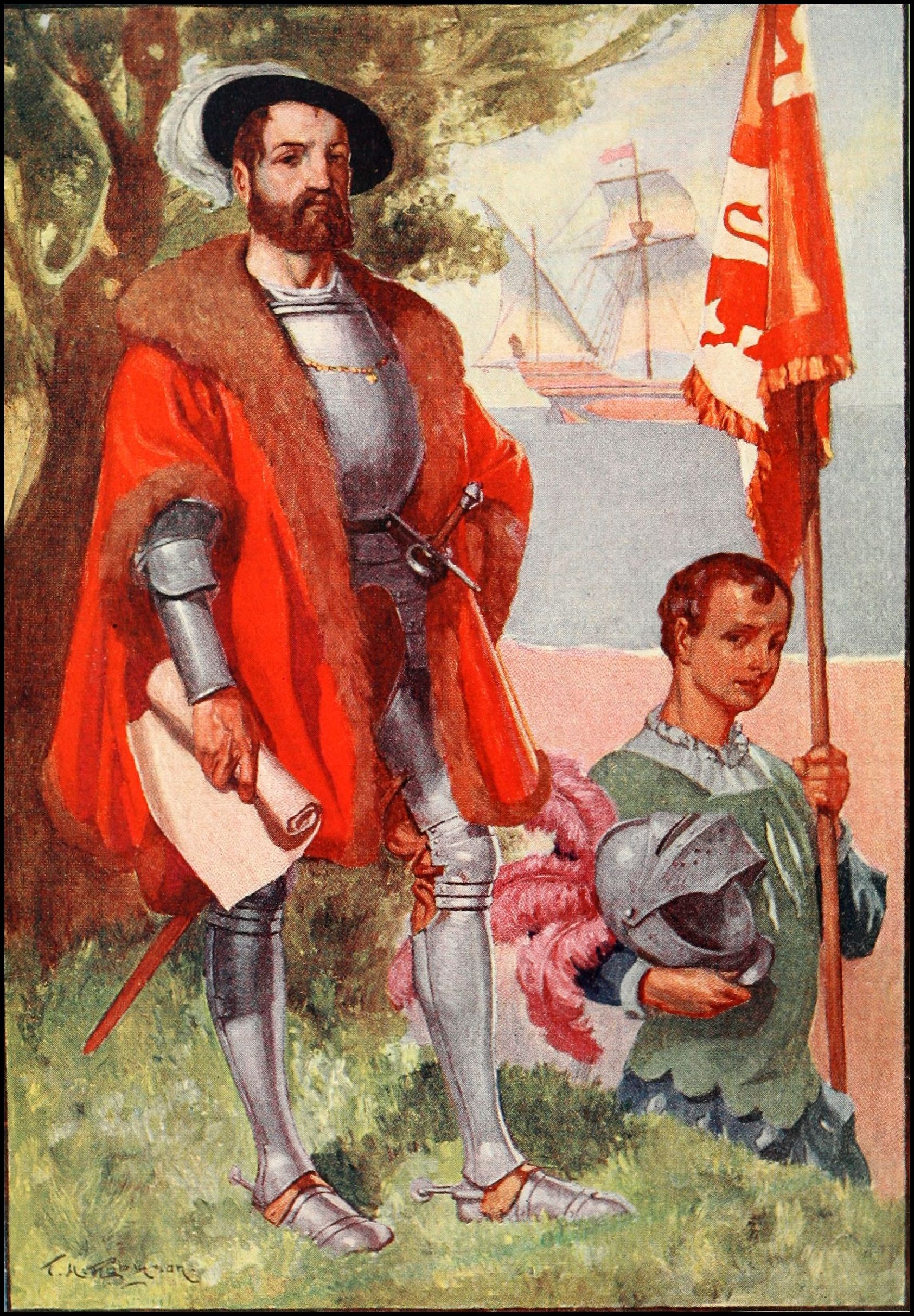
Романтизированный портрет Кортеса. Иллюстрация М. Коксхэд, 1909 год

Кортес выступил в поход с огромной свитой, включавшей пажей, слуг, врачей, сокольничих, музыкантов, жонглёров. За ним следовали практически все правители ацтеков, включая экс-императора Куаутемока, взял с собой Кортес и всех своих наложниц. Войско включало более 300 испанцев и 3000 ацтеков.
В Орисабе Кортес неожиданно выдал замуж свою наложницу и переводчицу Малинче — она досталась Хуану Харамильо. В дальнейшем поведение завоевателя становилось всё более необъяснимым: он отправил взятых с собой чиновников Аудиенсии обратно в Мехико, что сводило на нет его власть в столице, а потом двинул армию через мангровые болота Табаско. Достигнув реки Усумасинта, Кортес обвинил Куаутемока в заговоре и 28 февраля 1525 года повесил. После тяжёлого перехода через джунгли поредевшая армия достигла государства майя Тайясаль. После отдыха, в самом начале апреля, Кортес достиг побережья Карибского моря, где основал несколько городов. Индейцами майя были составлены собственные записи о походе Кортеса в Гондурас:

Выступили кастильцы в году 1527 [должно быть: 1525], имя их капитана — Дон Мартин Кортес [Martin Cortes, так в оригинале], тогда они вошли в Таноц’ик [Tanodzic], они прошли Тачиш [Tachix], и они прибыли в центр страны Сакчутте [Çacchutte], и он пришёл, чтобы расположиться в селении Тишакхаа [Tixakhaa]. Именно там он расположился со своими сопровождающими, и он стал звать владыку Пашболонача, о котором я уже сказал… Капитан стал говорить: «Пусть придёт владыка, чтобы я его увидел, я вовсе не собираюсь воевать, моё желание — пройти и осмотреть всю страну. Я сделаю ему много добра, если он с добром примет нас». Так было сказано этим человеком о том, что он намеревался в этом царстве. И они пришли и сказали об этом владыке Пашболонача там, в селении Ицамк’анак. Когда прибыли все владычествующие, он собрал их снова и стал говорить им: «Вот хорошо, чтобы я отправился, чтобы я увидел и услышал то, чего желают прибывшие кастильцы». Так некогда отправился владыка Пашболонача, именно так он увиделся и встретился с капитаном Дель Валье с большим количеством даров: жидкого мёда, индюков, маиса, копала и прочего съестного и плодов.
Так было сказано владыке Пашболонача: «Вот я пришёл сюда в твою землю, так как я послан повелителем земли Императором, восседающем на престоле в Кастилии, чтобы я увидел и осмотрел страну и селения. Я не воюю, только следую ныне своей дорогой, и ищу дорогу в Улуа [Uluba], откуда прибывают золото, ценные перья и какао, как я слыхал».
И вот таков был ответ, который он сказал ему: «Хорошо было бы, чтобы ты отправился сейчас, чтобы ты пришёл сначала в мою землю, в мой дом, в моё селение, там мы обдумаем, что было бы хорошо, а сначала мы отдохнём».
«Пусть будет так» — сказал капитан дель Валье. И так он отдохнул в течение 20 дней.
Вернувшиеся из похода королевские чиновники в августе 1525 года объявили о гибели Кортеса и начали истребление его сторонников, не гнушаясь даже казнью священнослужителей. Кортес, даже получив известия о хаосе, царящем в Мехико, колебался и думал из Гондураса отправиться на завоевание Никарагуа. Только 25 апреля 1526 года Кортес отправился в Веракрус через Гавану. Прибыв в Мексику 24 мая, в поход на Мехико Кортес отправился только 4 июня, повсюду встречаемый как освободитель. 25 июня он объявил о возвращении к обязанностям губернатора. Тогда же он получил письмо короля Карла, подписанное в октябре 1525 года, в котором назначалась комиссия для расследования деятельности Кортеса под началом судьи Луиса Понсе де Леона.

### Семья
В августе 1522 года в Мексику прибыла вместе со своими братьями и сёстрами супруга Кортеса — Каталина Хуарес Маркайда, умершая в канун праздника всех святых (1 ноября). По К. Дюверже, существует как минимум две версии обстоятельств её кончины. Согласно первой, супруга Кортеса страдала тяжёлым заболеванием ещё на Кубе, а высокогорье Мехико усугубило её состояние. По другой версии, супруга Кортеса явилась в Мексику незваной и стала претендовать на роль правительницы, а также разогнала туземных наложниц мужа. В результате ссоры Кортес задушил её (на шее якобы были обнаружены красные пятна). По мнению К. Дюверже, собственноручное убийство было маловероятно — Кортес отличался большим самообладанием, однако насильственная смерть Каталины Хуарес вполне вероятна. Вскоре после кончины Каталины у Кортеса родился сын-метис от Малинче, крещённый Мартином. Ещё один сын — Луис, родился в 1525 году от Антонии (или Эльвиры) Эрмосильо, которую вслед за Гомара считают испанкой, однако К. Дюверже полагает, что она скорее всего тоже была индианкой. У Кортеса также были ещё две дочери от ацтекских принцесс, в том числе дочери Монтесумы Течуишпоцин (в крещении — Исабель), папской буллой от 1529 года они все были признаны законными наследниками.

## Испания. Возвращение в Мексику

### Борьба за власть
Письмом Карла V от 4 ноября 1525 года объявлялось расследование действий конкистадора в Новой Испании, а также говорилось о присылке «судьи на постоянное жительство» (исп. juicio de residencia) в лице Луиса Понсе де Леона — сына первооткрывателя Флориды. Формулировки, впрочем, были вполне дипломатическими: «Как вы сами увидите, означенный Луис Понсе де Леон не знает ничего об этих краях, равно как и не имеет понятия, что делать там надлежит… Полезно будет вам наставлять его, как сией землёй управлять наилучшим образом следует».
23 июня 1526 года Понсе де Леон прибыл в Веракрус, Кортес повелел встретить его с почестями и дал эскорт в парадном облачении, который должен был сопровождать судью до самого Мехико. Официально Кортес объяснил, что судья прибыл наказать мятежных чиновников Аудиенсии и восстановить справедливость в отношении индейцев, пострадавших от злоупотреблений. Однако уже через два дня после прибытия в Мехико, 4 июля, Луис Понсе де Леон отобрал у Кортеса жезлы верховного судьи Новой Испании и одновременно снял его с поста губернатора, по официальному объяснению — «ради возможности беспрепятственно проводить судебное расследование способов конкистадора служить королю».
Вскоре Понсе де Леон заболел, Кортес объяснял это особенностями мексиканского высокогорья; страдала и судейская свита. Вскоре скончался сам Понсе де Леон (20 июля) и почти все его сопровождающие — более 30 человек. По завещанию судьи, его полномочия переходили некоему Маркосу де Агилару, лиценциату права, которого не признал городской совет Мехико; муниципалитет обратился к Кортесу с просьбой взять власть в свои руки. Кортес 1 августа вернулся на пост генерал-капитана и губернатора, но оставил Агилара в должности верховного судьи, благо, его должен был утвердить король. Кортес подтвердил свои указы от 1524 года о принципах обращения с индейцами и ужесточил наказания для испанцев за нарушение неприкосновенности туземных территорий, также была ограничена свобода передвижения испанцев и вводилась монополия на торговлю маисом. По К. Дюверже, летом 1526 года у Кортеса был шанс сделать Новую Испанию независимым государством: Карл V тогда вёл тяжёлую войну со Святым Престолом и Францией из-за признания себя императором Священной Римской империи и не имел средств на войну с Кортесом. Конкистадора даже обвиняли в тайных переговорах с Францией по вопросу отделения.
3 сентября 1526 года Кортес завершил пятую реляцию, в которой описал поход в Гондурас, возвращение в Мехико и кончину Понсе де Леона. Кортес много жаловался на несправедливые обвинения, требовал признания своих заслуг и одобрения проводимой политики, напоминая, какое количество золота прислал для нужд короны, а также заявлял, что возвращает себе полномочия генерал-капитана и губернатора вплоть до особых распоряжений. Он понимал шаткость своего положения и 26 сентября писал отцу: «Я нынче словно в чистилище, и ничто не помешало бы тому, чтобы открылись врата ада, если бы у меня не было надежды вырваться из него». 1 марта 1527 года Агилар скончался; Кортеса обвинили в его отравлении, как и Понсе де Леона полугодом ранее.

### Неудачная экспедиция к Островам пряностей
После временной стабилизации обстановки Кортес вернулся к деятельности первопроходца, задумав найти из Мексики прямой путь к Островам пряностей, обладание которыми оспаривали тогда Испания и Португалия. Это также давало Кортесу дополнительные ресурсы в борьбе за власть в Новой Испании. В Сакатуле в мае 1527 года началось снаряжение трёх кораблей, отрядом должен был командовать кузен Кортеса — Альваро де Сааведра Серон. Кортес посылал верительные грамоты правителям Себу и Тидоре, написанные на латинском и испанском языках. На случай, если команда доберётся до Китая, Кортес написал письмо для правителя и этой страны, причём начал его цитатой из «Метафизики» Аристотеля.
31 октября 1527 года три корабля отплыли из залива Сиуатанехо, на борту было 110 человек команды. К концу января 1528 года Сааведре, сохранив один корабль, удалось добраться до Минданао на Филиппинах. В марте он достиг Тидоре и отправился в обратный путь 3 июня, имея на борту 60 тонн гвоздики. Две попытки вернуться в Мексику не увенчались успехом, командир скончался, не выдержав тягот путешествия. В декабре 1529 года команда попыталась добраться до Малакки, где все были арестованы португальцами; только в 1534 году пятерым или шестерым уцелевшим членам команды удалось вернуться в Испанию.

### Испания
22 августа 1527 года королевский казначей Алонсо де Эстрада попытался совершить в Мехико переворот, ссылаясь на якобы существующее завещание Агилара. Ему удалось изгнать из столицы Кортеса, который укрылся в Тласкале. Эстрада начал активные поиски золота, для чего даже стал вскрывать захоронения индейских правителей. В Испании положение Кортеса также пошатнулось: апрельским указом короля было запрещено издавать и распространять изданные реляции Кортеса; этого запрета добился Панфило де Нарваэс, утверждая, что конкистадор его оклеветал. В этих условиях Кортес решился вернуться в Испанию и лично объясниться с королём. По Берналю Диасу, Кортес деятельно готовился к отъезду: приобрёл два корабля, собрал запас золота, серебра и предметов искусства, подобрал коллекцию птиц, неизвестных в Испании, взял двух ягуаров, даже мексиканских жонглёров, карликов и уродцев. Тогда же он получил известия о смерти отца в Испании.
Почти одновременно с этим, 5 апреля 1528 года Карл V передал управление Новой Испанией в руки Королевской Аудиенсии из 5 человек, во главе которой был поставлен Нуньо де Гусман — аделантадо Пануко, прославившийся жестокостью. В секретных инструкциях, данных ему, предписывалось все владения Кортеса перевести в королевскую собственность, причём Кортес должен быть устранён: если не удастся убить его сразу, следовало организовать показательный судебный процесс.
15 апреля 1528 года Кортес вышел в море, сопровождаемый Андресом де Тапиа и Гонсало де Сандовалем. После 42 дней плавания караван прибыл в Палос, так завоеватель вернулся в Испанию после 24 лет отсутствия. Сразу после прибытия скончался Сандоваль, не выдержавший плавания, он был похоронен в монастыре Ла-Рабида. Кортес по дороге в королевскую резиденцию (тогда в Испании не было постоянной столицы) побывал в родном Медельине и обнаружил, что весьма популярен во всех слоях общества. Паломничество в монастырь Пречистой Девы Гуаделупской принесло политические дивиденды: он познакомился с женой Франсиско де лос Кобоса — гофмейстера короля. Одновременно был заключён брачный договор с Хуаной де Орельяно де Суньига, племянницей герцога Бехарского; этот союз был подготовлен покойным отцом — Мартином Кортесом — за два года до описываемых событий. Кортес долго не соглашался на приезд своей наречённой в Мексику, но брак давал ему могущественных покровителей при дворе.
Непосредственных свидетельств о королевской аудиенции сохранилось мало. По-видимому, приглашения ко двору пришлось ожидать в течение долгого времени, аудиенция состоялась в Толедо летом 1528 года в присутствии герцога Бехарского, графа Агилара — будущего родственника Кортеса, и Франсиско де лос Кобоса. Завоеватель был принят милостиво, но прямых результатов не воспоследовало. Кортес, дожидаясь вторичной аудиенции, сильно заболел, его считали умирающим, тогда короля убедили посетить завоевателя. Однако и на этот раз не удалось добиться возвращения звания губернатора Новой Испании.

### Королевское пожалование

Владения Кортеса в Мексике. Цифрами обозначены: 1) Тескоко, 2) Отумба, 3) Уэштоцинко, 4) Чалько, 5) Оахака (с Куилапаном и Этлой), 6) Тутутепек, 7) Теуантепек и Халапа, 8) Соконуско, 9) Тлапа, 10) Сакатула, 11) Куэрнавака, 12) Койоакан, 13) Толука, 14) Чапупутан и Ошитипан, 15) Тушпан и Сикоак, 16) Коташтла, Тустла, Тепека, Ишкальпан, 17) Чинантла

1 апреля 1529 года Кортесу были дарованы титул маркиза и право собственности на всё захваченное в ходе завоевания недвижимое имущество, ему также жаловался титул губернатора. Кроме того, он получал членство в Ордене Сантьяго де Компостела. Тогда же завоеватель обвенчался с Хуаной де Суньига, свадьба описывалась Гомара и Берналем Диасом как «самая великолепная в Испании», а драгоценности, подаренные невесте, превосходили по красоте и стоимости подарки Кортеса королеве. Получив титул маркиза, Кортес отправил посла к Папе Римскому Клименту VII, которому особенно понравились индейцы-акробаты. Понтифик признал законными трёх детей-метисов завоевателя и благословил создание в Мехико индейского госпиталя Непорочного зачатия и Иисуса Назорейского (исп. Hospital de la Purísima Concepcíon y de Jesús Nazareno) на месте первой встречи Кортеса и Монтесумы. Для этой цели Кортес получал право сбора десятины со своих владений для содержания госпиталя и его строительства.
6 июля 1529 года король подписал в Барселоне указы, предоставляющие Кортесу все обещанные в апреле милости, за исключением губернаторства Новой Испании. Взамен создавалось маркграфство, а Кортес становился маркизом долины Оахака. Земли Кортеса в сумме составили около 7 000 000 гектаров, будучи географически разделены на 7 частей. Он получал огромные владения в долине Мехико, в том числе Койоакан, а также несколько кварталов в Мехико, в том числе Главную площадь и весь район между акведуком Чапультепека и Тлакопанской дамбой. В петиции Кортес просил оставить за ним Тескоко, Отумбу, Уэшоцинко и Чалько, но король отказал ему. В 100 км от Мехико Кортес получал всю долину Толуки и город Куэрнавака — также в 100 км к югу от Мехико, и так далее, вплоть до долины Оахаки, которая давала имя всем его владениям. Сам Кортес предпочитал именоваться Маркиз дель Валье (marques del Valle). На своих землях он получал право держать 23 000 вассалов, над которыми имел право гражданского и уголовного суда. К. Дюверже писал: «Эти цифры были получены… произвольно, так как в Старой Испании мало кто представлял истинные размеры Мексики. Королевские советники не отдавали себе отчёта, какую бескрайнюю территорию они подарили Кортесу». 27 октября 1529 года он дополнительно получил право на исследование Тихого океана с мексиканского побережья.
Одновременно с Кортесом в Толедо находился Франсиско Писарро — будущий завоеватель Перу, которому, однако, так и не удалось получить аудиенции, и все документы, оформляющие его права на исследования и завоевания, он получил от Совета Индий за подписью королевы. Документальные свидетельства общения двух конкистадоров относятся к январю 1530 года, когда они оба отправлялись из Севильи в Новый Свет.

### Возвращение в Мексику
Пока Кортес находился в Испании, туда просачивались свидетельства злоупотреблений членов Королевской Аудиенсии. Одним из них было письмо Франсиско де Террасаса, мажордома Кортеса. Непримиримую позицию к колонизаторам занял первый епископ Мексики Хуан де Сумаррага, имевший также титул «защитника индейцев»; в его докладе от 27 августа 1529 года подробно описывался хаос, воцарившийся в Новой Испании после отъезда Кортеса. Это давало самому Кортесу повод вновь потребовать себе полномочия губернатора и генерал-капитана. Из доклада Сумаррага следовало, что Нуньо де Гусман — глава Аудиенсии, начал в широких масштабах вывозить рабов-мексиканцев, чтобы восполнить убыль рабочей силы на Кубе и Эспаньоле; за два года более 10 000 рабов были заклеймены и вывезены на острова.
Король Карл в июле 1529 года отбыл в Италию, где шла война; регентом Испании осталась королева Изабелла, обосновавшаяся в Мадриде. Там же поселился и Кортес. Под Рождество появились известия, что Нуньо де Гусман покинул Мехико и отправился в Халиско, где рассчитывал найти много золота. В январе 1530 года король назначил в Мексику вторую Аудиенсию, во главе которой встал епископ Санто-Доминго Себастьян де Фуэнлеаль.
В начале 1530 года Кортес отбыл в Севилью со свитой, насчитывавшей более 400 человек, включая супругу и мать. После морского перехода он провёл некоторое время в Санто-Доминго. Здесь завоеватель много общался с новым правителем Мексики — епископом Фуэнлеалем, который не торопился переезжать в Мехико. 15 июля 1530 года Кортес высадился в Веракрусе.

## Второе пребывание в Мексике

### Вторая Аудиенсия

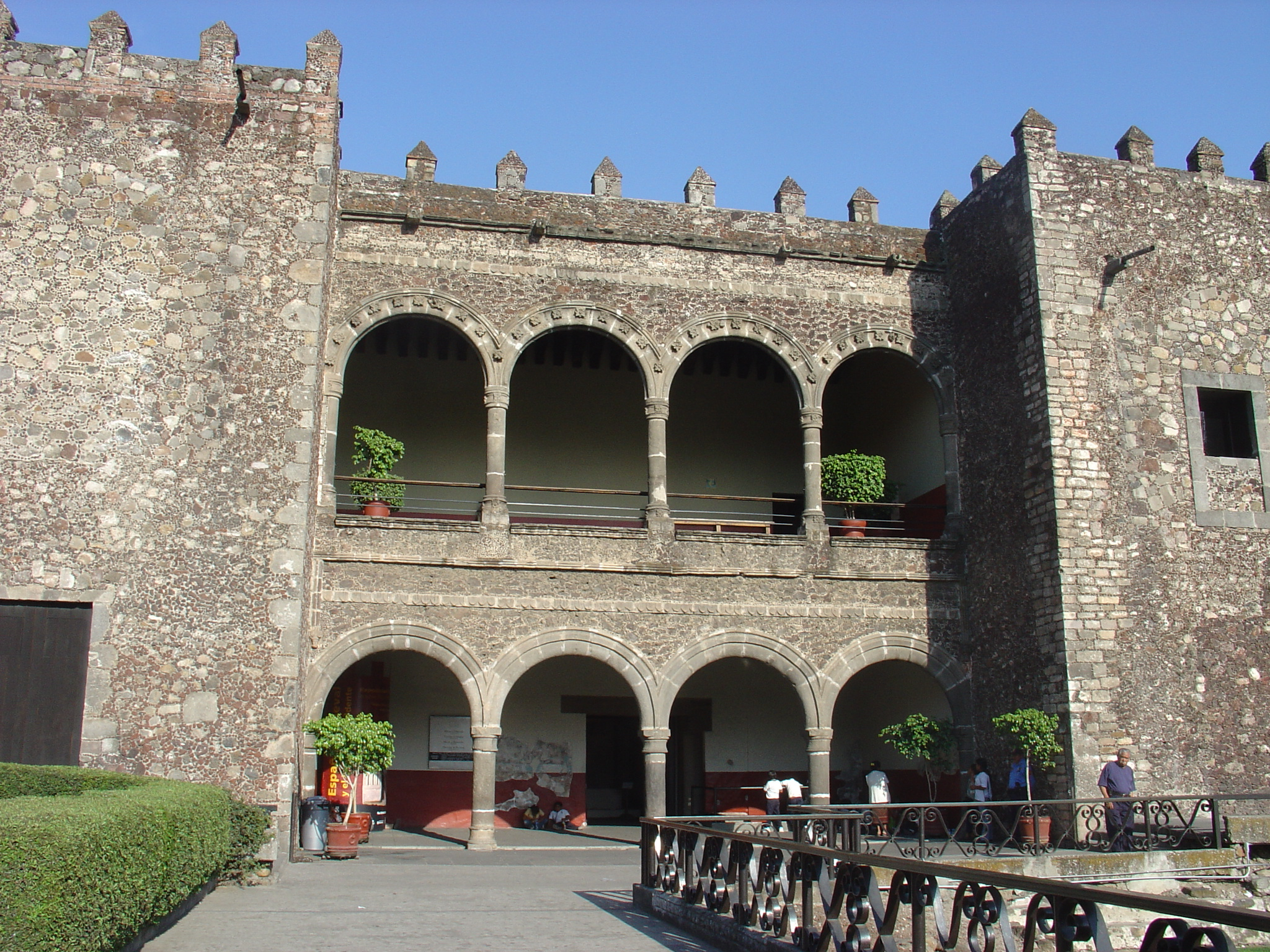
За́мок Кортеса в Куэрнаваке. Центральный вход. Фото 2006 года

В Веракрусе Кортес получил королевское письмо, датированное 22 марта 1530 года: ему предписывалось не вступать в Мехико до прибытия туда второй Аудиенсии; кроме того, он не мог приближаться к столице ближе, чем на 10 лиг, нарушение каралось штрафом в 10 000 кастельяно. Кроме того, у Кортеса отбирали резиденцию, построенную на месте дворца Монтесумы; там должны были разместиться члены Аудиенсии.
В отсутствие Кортеса Нуньо де Гусман начал обвинительный процесс против него. Поскольку у Кортеса нашлись сторонники, они подверглись физической расправе, после чего епископ Сумаррага наложил на членов первой Аудиенсии интердикт. Кортес в 1530 году, по сути, повторил свой поход 11-летней давности: после передышки в Тласкале он прибыл в Тескоко, где встретился с лояльными ему францисканцами и индейскими вождями, предложившими основать там новую столицу. В Тескоко умерла мать Кортеса и первенец в браке от Хуаны — сын Луис, проживший только несколько недель. Их похоронили во францисканском монастыре в Тескоко.
9 января 1531 года состоялась официальная передача полномочий второй Аудиенсии. Помимо Фуэнлеаля в её состав входили: Васко де Кирога, Хуан де Сальмерон, Алонсо де Мальдонадо, Франсиско Сейнос. Кортес не смог вернуть всей полноты власти, более того, вновь подвергся судебному преследованию. В результате он покинул Мехико и поселился с женой в имении в Куэрнаваке, где для него был построен за́мок по образцу дворца Диего Колумба в Санто-Доминго.
Члены Аудиенсии начали ревизию владений Кортеса и учёт его вассалов, дарованных королём. При создании маркизата в реестр были внесены двадцать два индейских города — пуэбло, к каждому из которых приписывалась тысяча «вассалов». Вместе с Мехико, к которому придавалась дополнительная тысяча вассалов, получалось число в двадцать три тысячи. Фактически же под юрисдикцию Кортеса переходило не менее двух миллионов человек, поскольку Кортес под «вассалом» понимал главу семейства, которое платило подати. В результате разбирательств Кортес лишился долины Толуки и южной части долины Мехико, а в центре Оахаки был основан колониальный город Антекера, но Кортес выторговал себе четыре индейских города — Куилапу, Оахаку, Этлу и Тлапакойю. В марте 1532 года было оспорено папское решение передать Кортесу церковную десятину, король потребовал вернуть оригинал буллы и все её копии.
Сам Кортес в этот период успешно занимался сельским хозяйством, разведя под Куэрнавакой и в Веракрусе сахарный тростник, экспериментировал с выращиванием винограда, в Оахаке развернулось производство шёлка, интересовался он и хлопком. Маркиз также занимался разведением крупного рогатого скота, производством овечьей шерсти и лесоразработкой. Он также оценил коммерческие возможности местных продуктов — какао, табака и ванили из Веракруса. Власти всячески пытались вмешиваться в жизнь обширных поместий Кортеса. Епископ Фуэнлеаль запретил маркизу дель Валле использовать индейцев-носильщиков для доставки на верфи в Акапулько необходимых материалов. 1 марта 1535 года король Карл V в одностороннем порядке изменил контракт с Кортесом. В случае открытия новых земель налог на движимое имущество (rescate) повышался до одной трети, а с недвижимого имущества — до 60 %.
В октябре 1532 года родился третий ребёнок Кортеса от Хуаны — сын Мартин (дочь Каталина скончалась в младенчестве в 1531 году). Своим детям от Хуаны Кортес давал те же имена, что и детям-метисам. Только шестой и последний ребёнок — дочь, родившаяся около 1537 года, — получила имя матери, Хуана.

### Исследование Калифорнии

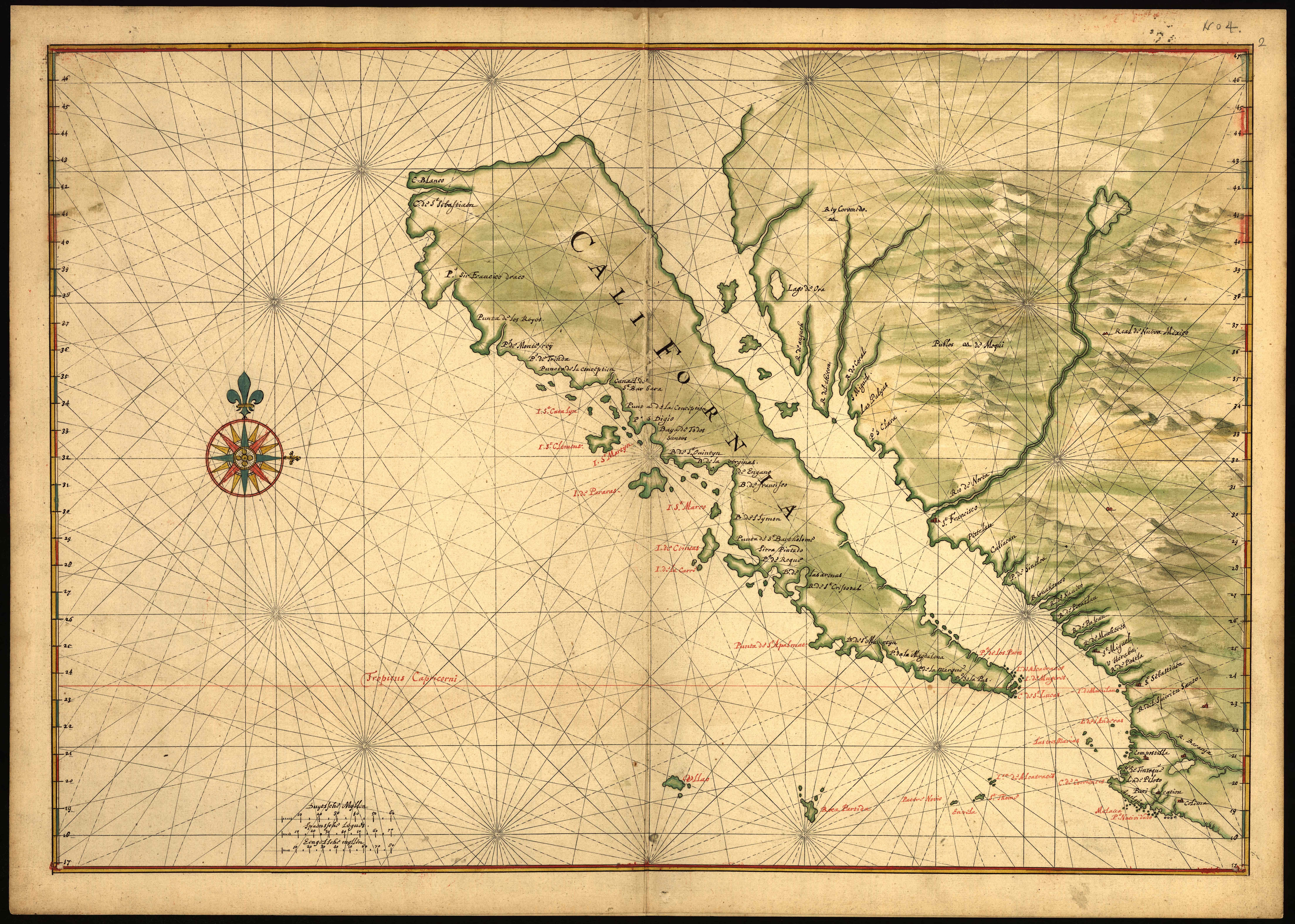
Карта Калифорнии XVII века. Территория изображена как остров

В период с 1532 по 1535 год Кортес снарядил три экспедиции в Тихий океан. Главной причиной этих экспедиций было, вероятно, стремление остановить экспансию Нуньо де Гусмана, который, захватив земли Халиско, Наярита и Синалоа, королевским указом был назначен аделантадо Новой Галисии. В 1532 году второй кузен Кортеса — Диего Уртадо де Мендоса исследовал побережья Мичоакана, Колимы, Халиско и Наярита, однако его команда взбунтовалась из-за нехватки продовольствия. Экспедиция завершилась полным провалом: командир пропал без вести, остальные члены команды были перебиты индейцами, вернулись только трое.
Через месяц после рождения сына Кортес переехал в Теуантепек, где лично следил за строительством кораблей для помощи Уртадо. 20 октября 1533 года экспедиция отправилась в путь, причём два корабля, входящие в неё, получили разные приказы: Эрнандо де Грихальва должен был плыть на запад, где якобы находились жемчужные острова, а Диего Бесерра де Мендоса (родственник супруги Кортеса) должен был искать Уртадо. Грихальва, несмотря на декабрьские штормы, достиг островов Ревилья-Хихедо, в 600 км от побережья Мексики. Затем он пересёк Центральную Полинезию и Меланезию, но сумел благополучно вернуться. Бесерра был убит взбунтовавшейся командой, в Халиско были высажены на берег францисканцы, поддерживавшие покойного командира. Эта команда и достигла Калифорнии, которую приняла за искомый жемчужный остров, высадившись в бухте Ла-Пас. Название «Калифорния» было дано штурманом бунтовщиков Ортуньо Хименесом, позаимствовавшим его из популярного рыцарского романа «Амадис Гальский». Хименес с большей частью команды был убит местными индейцами; уцелевшие члены команды набрали немного жемчуга и попытались вернуться обратно. На обратном пути они были схвачены Нуньо де Гусманом.
В апреле 1535 года Кортес лично возглавил третью экспедицию, в её состав входили 3 корабля и около 300 человек. Помимо поисков жемчуга, конкистадор хотел основать новую колонию. Кортес же составил первую карту восточного побережья Калифорнии от залива Ла-Пас и назвал новую землю «островом Санта-Крус». Кортес ни разу не употребил названия «Калифорния», хотя оно активно использовалось уже Гомарой. Колонию основать не удалось: местные индейцы были воинственны, никак не удавалось наладить снабжение продовольствием, но, как писал Берналь Диас, Кортес «вернуться… в Новую Испанию ни за что не соглашался, так как опасался насмешек и издевательств ввиду безрезультатности экспедиции».
Этот поход завершился по требованию жены Кортеса, которая также сообщала, что в Мехико 14 ноября 1535 года прибыл новоназначенный вице-король Антонио де Мендоса, требующий Кортеса к себе. Кортес отдал колонию под попечение Франсиско де Ульоа и в апреле 1536 года вернулся в гавань Теуантепека.

### Кортес и Антонио де Мендоса

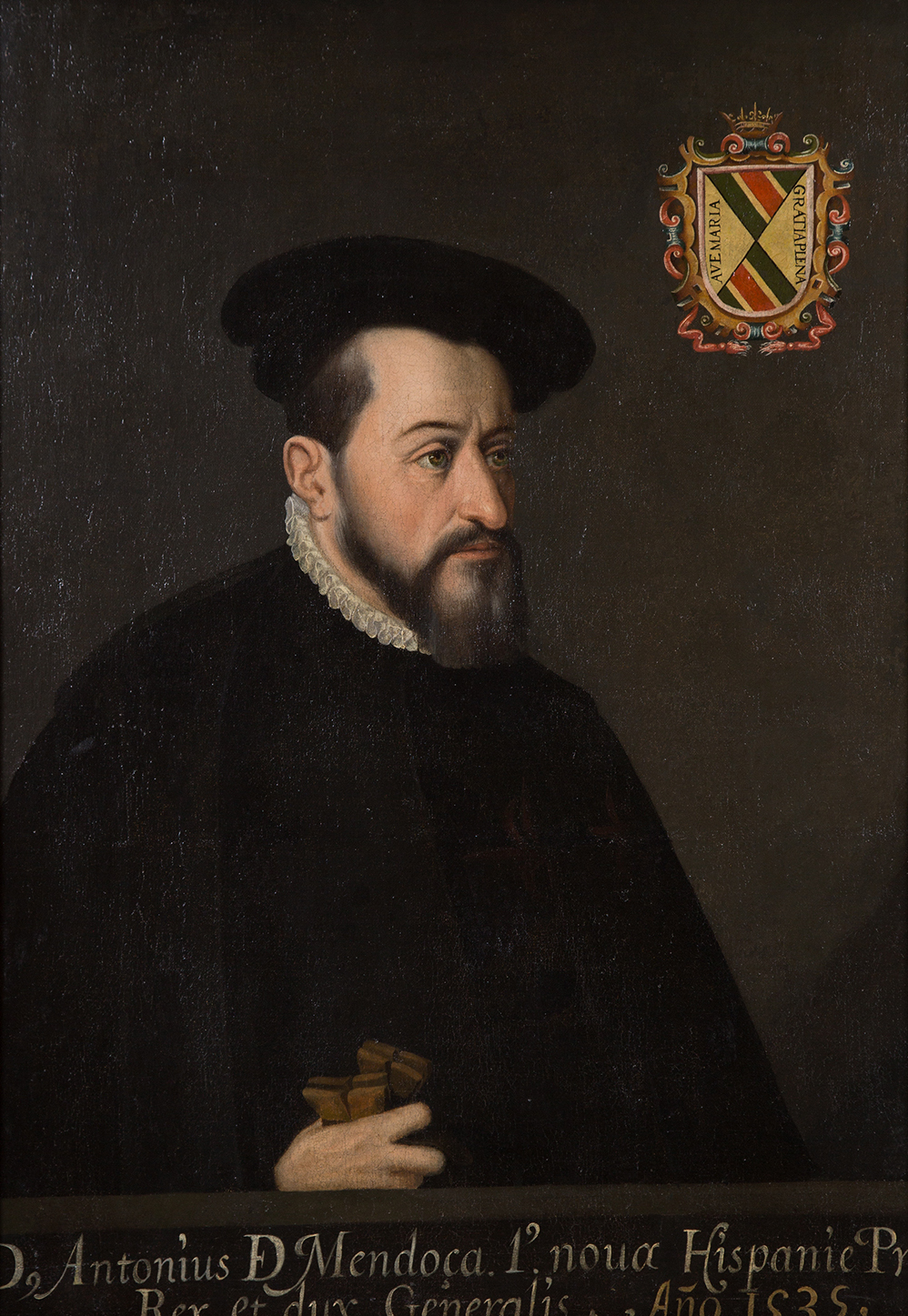
Антонио де Мендоса — первый вице-король Новой Испании.

После создания вице-королевства его главе — Антонио де Мендосе — были даны королевские инструкции по обращению с Кортесом. Ему поручалось провести новый подсчёт вассалов, оставив официальные двадцать три тысячи, и предписывалось лишить Кортеса должности генерал-капитана, «если он сочтёт это полезным». Началось и наступление на францисканцев: отменялось право монастырского убежища, папская почта должна была вскрываться, запрещалось основание новых монастырей без королевского разрешения.
Отношения Кортеса и Мендосы поначалу складывались успешно: род Мендоса был союзником семейства Суньига, многие его представители участвовали в восстании комунерос, поэтому Кортес сохранил все владения и авторитет. Разделение полномочий выразилось даже в церемониале: по свидетельству Хуана Суареса де Перальта, в своём дворце — бывшем доме Кортеса — Мендоса никогда не занимал председательского кресла, вице-король и генерал-капитан садились рядом, но зато в доме Кортеса Мендоса всегда занимал место во главе стола; они совместно участвовали в публичных церемониях и соперничали друг с другом в устройстве праздников и театральных представлений.
Мендоса предпринял меры против Нуньо де Гусмана: в марте 1536 года в Новую Галисию был направлен новый губернатор — Диего Перес де ла Toppe. Гусмана удалось заманить в Мехико, где он и был арестован. После его низвержения интересы Кортеса переключились на Перу: по свидетельству Гомара, он оказал помощь Франсиско Писарро и даже попытался наладить коммерческую навигацию между побережьем Оахаки и Кальяо. С 1537 года этим маршрутом проходило 2—3 корабля в год, а в портах действовали постоянные торговые агенты. В 1539 году Кортес в последний раз попытался отправить Франсиско де Ульоа на исследование Калифорнии, в результате тот открыл реку Колорадо.
В 1538 году отношения Кортеса и Мендосы разладились. Непосредственными поводами стали монетарная политика вице-короля, а также то, что он отправил губернатора Новой Галисии Франсиско Васкеса де Коронадо на поиски легендарного золотого царства Сибола, что нарушало монополию генерал-капитана на военные действия. В августе 1539 года вице-король Мендоса установил монополию на морские сообщения и конфисковал верфи Кортеса в Теуантепеке. Отправка эмиссаров к королевскому двору ничего не дала, и в ноябре 1539 года Кортес принял решение вернуться в Испанию и объясниться с королём. Кроме того, 30 ноября 1539 года был сожжён по приговору инквизиционного трибунала дон Карлос Ометочцин, касик Тескоко, который воспитывался в доме Кортеса; его обвиняли в идолопоклонстве и многожёнстве. Оставив супругу в Мексике, в декабре Кортес отплыл в Европу в сопровождении сыновей-метисов Луиса и Мартина.

## Возвращение в Европу. Последние годы жизни

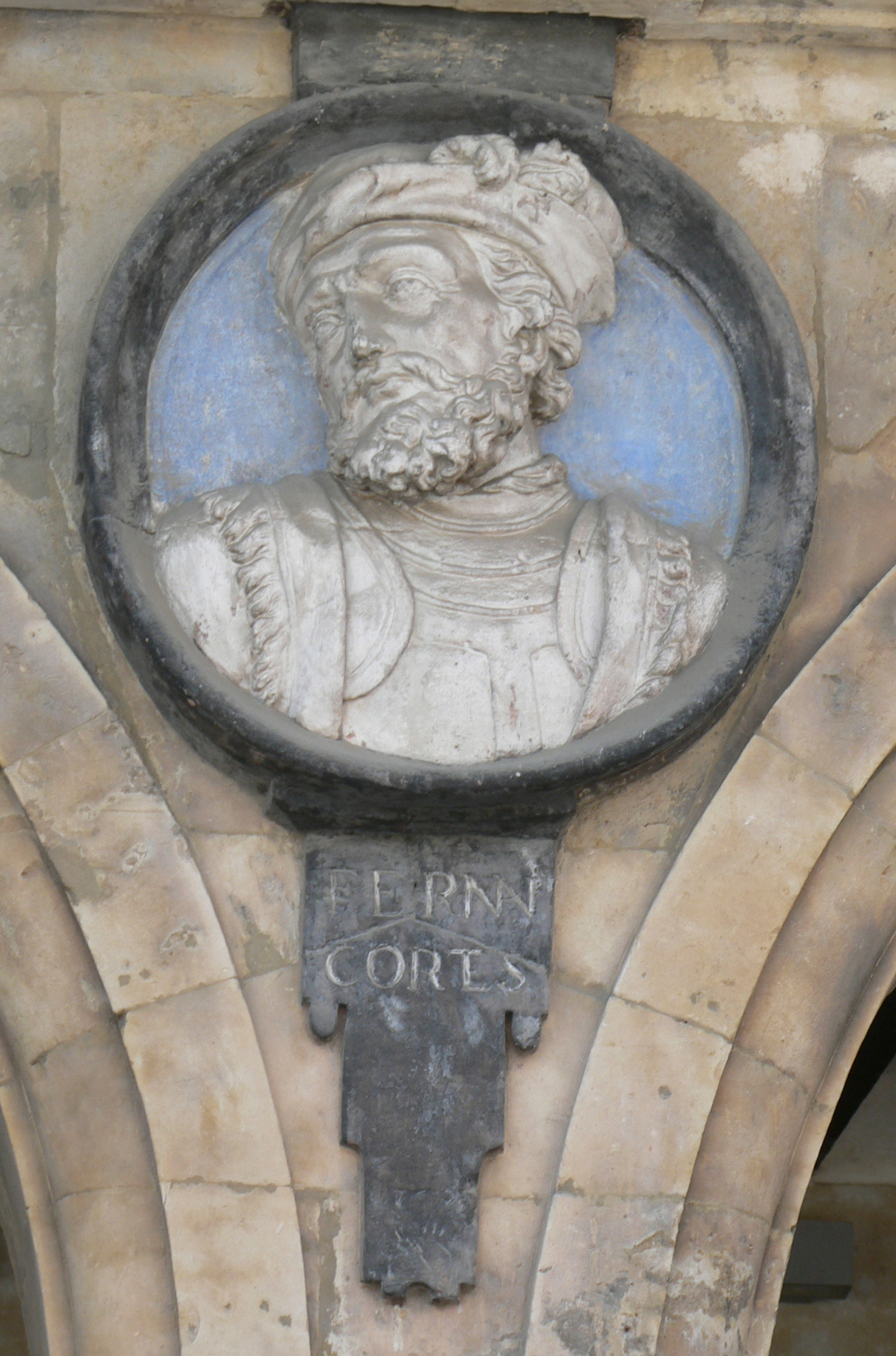
Портрет Кортеса в часовне Сан-Мартин на главной площади Саламанки

Франсиско Лопес де Гомара писал, что Кортес вернулся «богатым и со свитой, но скромнее, чем в прошлый раз». Он был введён в Совет Индий, председателем которого был кардинал Сигуэнса, благоволил ему и королевский гофмейстер Франсиско де лос Кобос; конкистадору предоставили подобающий его статусу дом в Севилье. Кортес составил жалобу, в которой изложил все претензии к вице-королю Мендосе, в особенности — о конфискации верфи и порта в Теуантепеке, но дело затягивалось. Об отношении короля к конкистадору свидетельствует анекдот, приводимый Вольтером: затёртый в толпе придворных, Кортес прорвался и вскочил на подножку королевской кареты. На возмущённый вопрос короля: «Что это за человек, и чего он хочет?», — Кортес ответил: «Это тот самый человек, который подарил Вам больше земель, чем Ваши предки оставили Вам городов!»
В сентябре 1541 года Карл V решил повторить успех захвата Туниса и напал на Алжир. На Балеарских островах была собрана армада из более чем 500 судов, на которых находились 12 000 моряков и 24 000 солдат — преимущественно немцев, итальянцев и испанцев. Адмирал Кастилии дон Энрике Энрикес — родственник жены и покровитель, в доме которого завоеватель жил, — предложил Кортесу участвовать в походе. Возможно, он рассчитывал новыми воинскими подвигами вернуть расположение короля. Участие Кортеса в экспедиции описал его духовник де Гомара, также бывший в походе.
Несмотря на плохую погоду, армада вышла в море 21 октября 1541 года и попала в двухдневный шторм. Только 24 октября армия смогла высадиться и взять город в осаду, это происходило в условиях непрекращающихся ливней. 26 октября последовала контратака со стороны Барбароссы, после чего король решил отступать, тем более что бурей на рейде было потоплено около 150 судов. Кортес просил разрешения возглавить испанский отряд и взять город, но деморализованный монарх даже не пригласил его на военный совет. Итогом неудачного похода стало то, что конкистадор в ходе эвакуации-бегства потерял изумруды стоимостью более 100 000 дукатов. Впрочем, в честь заслуг Кортеса был устроен приём в Монсоне, на котором присутствовал и король (об этом писал лас Касас).
В 1543 году Карл V покинул Испанию, передав регентство 16-летнему наследнику Филиппу. До его отъезда Кортес успел подать несколько жалоб, которые касались компенсации от Мендосы и его отставки, восстановления прав на мексиканские владения и пожалования 1529 года в полном объёме, а также прекращения судебного процесса, начатого ещё Нуньо де Гусманом. В результате король согласился отправить в Новую Испанию инспектора Франсиско Тельо де Сандоваля со списком из 39 обвинений, составленным Кортесом. Расследование длилось до 1547 года, однако вопрос о майорате Кортеса так и не был решён. Неудачи продолжали преследовать Кортеса: расстроился брак его старшей дочери Марии с Альваро Пересом Осориа — сыном маркиза де Асторги, хотя, как писал Берналь Диас, Эрнан Кортес давал в приданое 100 000 дукатов. Тем не менее, после отъезда Карла V Кортес ещё год провёл при дворе и был приглашён на свадьбу регента Филиппа.
3 февраля 1544 года датировано письмо Кортеса королю, которое так никогда и не было ему передано. Оно является своего рода итогом жизни и деяний конкистадора.

Я жил, не расставаясь с мечом, я подвергал жизнь мою тысяче опасностей, я отдал состояние моё и жизнь мою служению Господу, дабы привести в овчарню овец, не ведающих Святого Писания вдали от нашего полушария. Я возвеличил имя моего короля, прирастил его владение, приведя под скипетр его обширные королевства чужеземных народов, покорённых мною, моими усилиями и на мои средства, без чьей-либо помощи. Напротив, вынужден был я преодолевать препятствия и преграды, возводимые завистниками, сосущими кровь мою, покуда их не разорвёт, подобно пресытившейся пиявке. За дни и ночи служения Богу я получил сполна, ибо Он избрал меня для свершения Его воли…

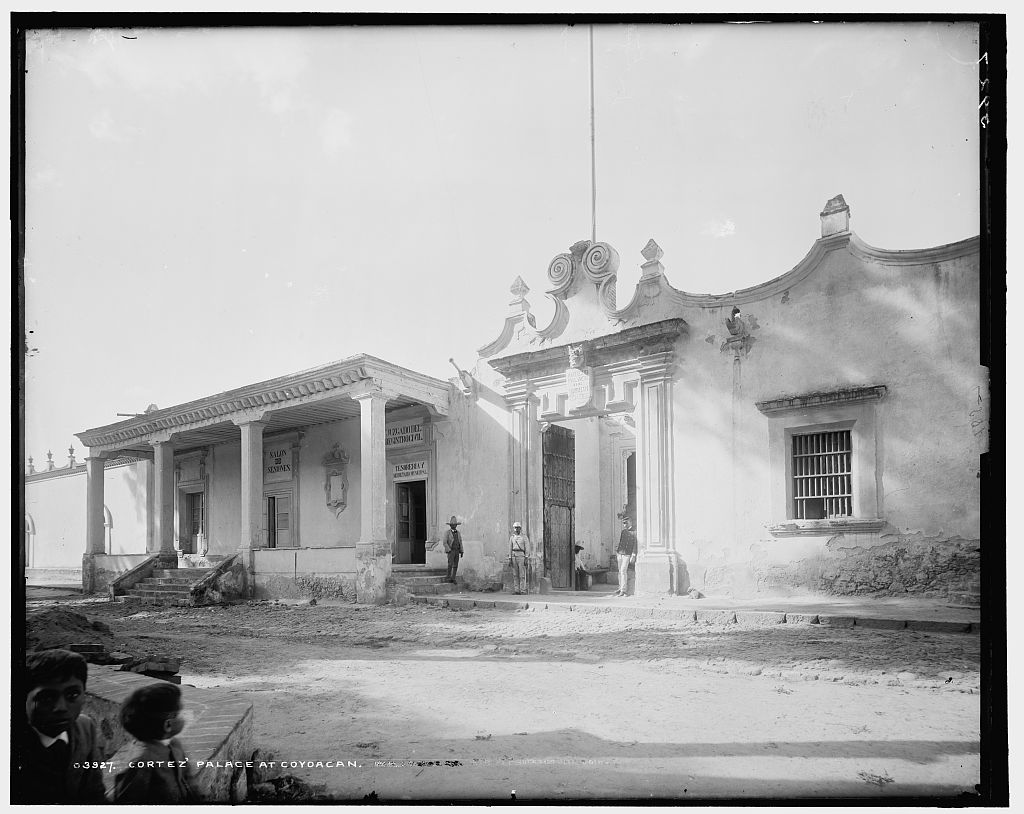
Дворец Кортеса в Койоакане. Фото сделано между 1880 и 1897 годами

Летом 1547 года Кортес решил вернуться в Мексику, которую в письме королю прямо назвал своим домом. За годы судебных процессов и секвестра майората он влез в долги, пришлось заложить часть движимого имущества. В августе завоеватель выехал из Мадрида в Севилью, но из-за городского шума и множества визитёров перебрался в Кастильеха-де-ла-Куэста в дом дальнего родственника Хуана Алонсо Родригеса де Медина. В октябре его одновременно поразили лихорадка и дизентерия. 11 и 12 октября он составлял завещание при помощи севильского нотариуса. Кортес потребовал, чтобы его похоронили в собственном поместье в Койоакане, в Новой Испании, куда следовало перенести прах его матери и сына Луиса, похороненных в Тескоко, и дочери Каталины, похороненной в Куаунауаке. От наследника майората — Мартина Кортеса, требовалось обеспечить приданым своих братьев и сестёр, а также отпустить на волю рабов. Много места занимало в завещании строительство госпиталя Непорочного зачатия и Иисуса Назорея, а кроме того, Кортес завещал основать университет, «в котором бы изучали теологию, каноническое право и право гражданское, дабы Новая Испания имела собственных мужей учёных».
В ночь на пятницу 2 декабря 1547 года Кортес спокойно скончался в возрасте приблизительно 62 лет. Спустя 10 лет в одном из индейских кодексов была оставлена такая запись испанским монахом:

В году VCXLVII [1547], 4 декабря умер дон Эрнандо Кортес, маркиз дель Валье, в Кастильехе де Ла К(уэста) [castilleja de la c(uesta)], тот, который был предводителем [fue cabesero].
В общей сложности он провёл в Испании 28 лет и 34 года в Новом Свете: 15 лет на Эспаньоле и Кубе и 19 в Мексике.

## Погребение

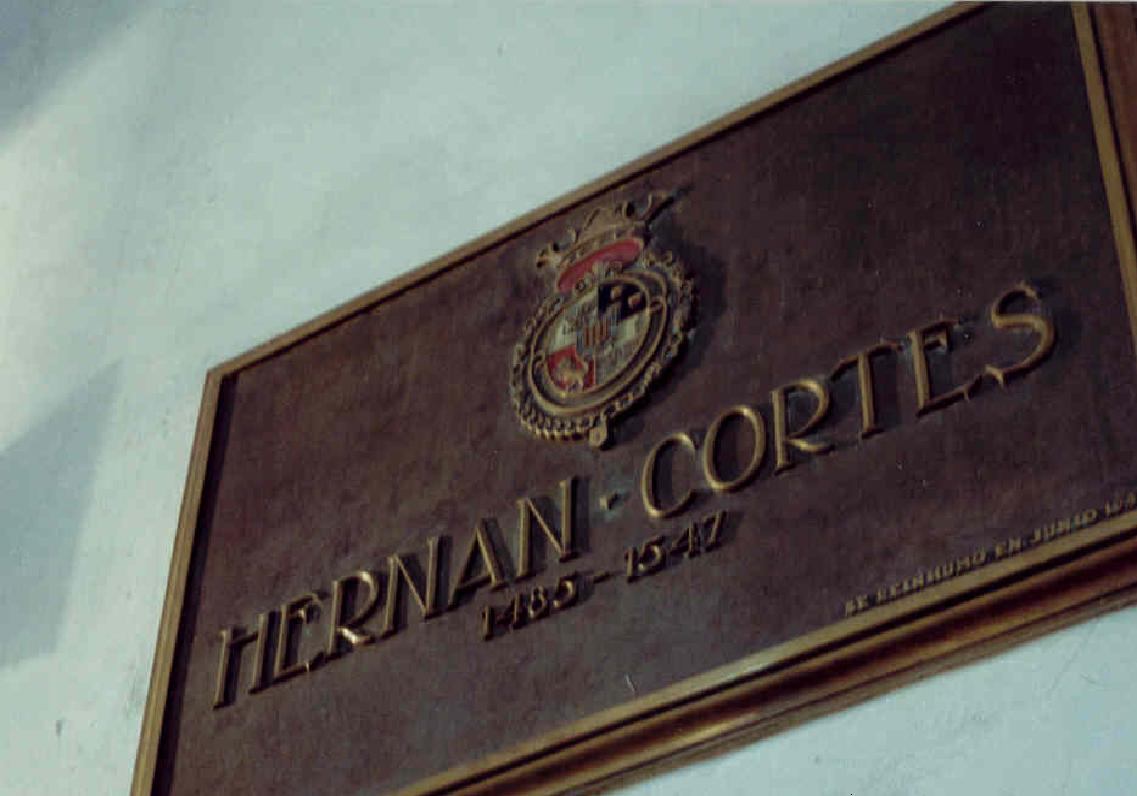
Надгробие Кортеса в алтаре главной церкви госпиталя Иисуса Назорея в Мехико. Фото Хавьера Лопеса Медельина

Кортес завещал похоронить себя в Мексике. Всего останки его перезахоранивались не менее 8 раз. В воскресенье, 4 декабря 1547 года он был погребён в склепе герцогов Медина-Сидония в Севилье в монастыре Сан-Исидоро, при чём присутствовало множество представителей знати. Перед помещением в мавзолей гроб был открыт, чтобы присутствующие опознали личность маркиза. Уже в 1550 году останки были перемещены в придел Санта-Катарина в том же монастыре, ибо в мавзолее не хватало места.
В 1566 году останки Кортеса были перевезены в Новую Испанию, но не в Койоакан, как полагалось по завещанию, а в Тескоко, где они были захоронены вместе с его матерью и дочерью Каталиной в монастыре Сан-Франсиско. Там останки покоились 63 года. В 1629 году скончался четвёртый маркиз дель Валье — дон Педро Кортес, на котором оборвалась прямая мужская линия рода Кортесов. Было решено похоронить его в монастыре Сан-Франсиско в Мехико, причём тогдашние вице-король и архиепископ решили перенести заодно и останки Эрнана Кортеса. Его гроб в течение 9 дней был выставлен в губернаторском дворце, а затем помещён в нише в стене часовни главной монастырской церкви, где пребывал следующие 87 лет. В 1716 году останки перенесли в алтарную часть церкви, где они находились до 1794 года. 8 ноября 1794 года гроб с большой помпой перенесли в госпиталь Иисуса Назорея, основанный Кортесом, там был сооружён специальный мавзолей. В тот же день перед мавзолеем был установлен бюст Кортеса, выполненный Мануэлем Толса.
В 1823 году, после завоевания Мексикой независимости, была развёрнута кампания за уничтожение останков Кортеса, предполагалось торжественно сжечь их на площади Сан-Лазаро. В этой обстановке министр Лукас Аламан и капеллан госпиталя, доктор Хоакин Каналес, в ночь на 15 сентября 1823 года извлекли останки Кортеса из мавзолея и спрятали их под полом главного алтаря. Бюст Кортеса и его оружие, хранившееся у надгробия, были демонтированы и отправлены в Палермо герцогу де Терранова — дальнему потомку завоевателя.
В 1836 году останки Кортеса извлекли из-под алтаря и поместили в стенную нишу в том же месте, где стоял бюст завоевателя. Лукас Аламан составил тайный меморандум, который переслал в посольство Испании; в течение 110 лет место погребения Кортеса оставалось тайной. В 1946 году документ был обнародован учёными Университета Мехико — Эусебио Уртадо и Даниэлем Рубином, которые стали добиваться вскрытия захоронения и проверки его подлинности. В воскресенье, 24 ноября 1946 года ниша была вскрыта, а 28 ноября распоряжением президента останки были переданы Национальному институту антропологии на исследование. Была подтверждена подлинность останков, при исследовании которых было получено много информации. Оказалось, что Кортес был человеком ниже среднего роста, но крепкого сложения. Зубы его были сильно поражены, особенно резцы и верхние клыки, следы патологических изменений носили кости правой ноги, вероятно, он также страдал сифилисом. 9 июля 1947 года останки Кортеса вернули в стенную нишу. Его захоронение отмечено латунной пластиной размером 1,26 × 0,85 м с гербом Кортеса, его именем и датами жизни.

## После кончины

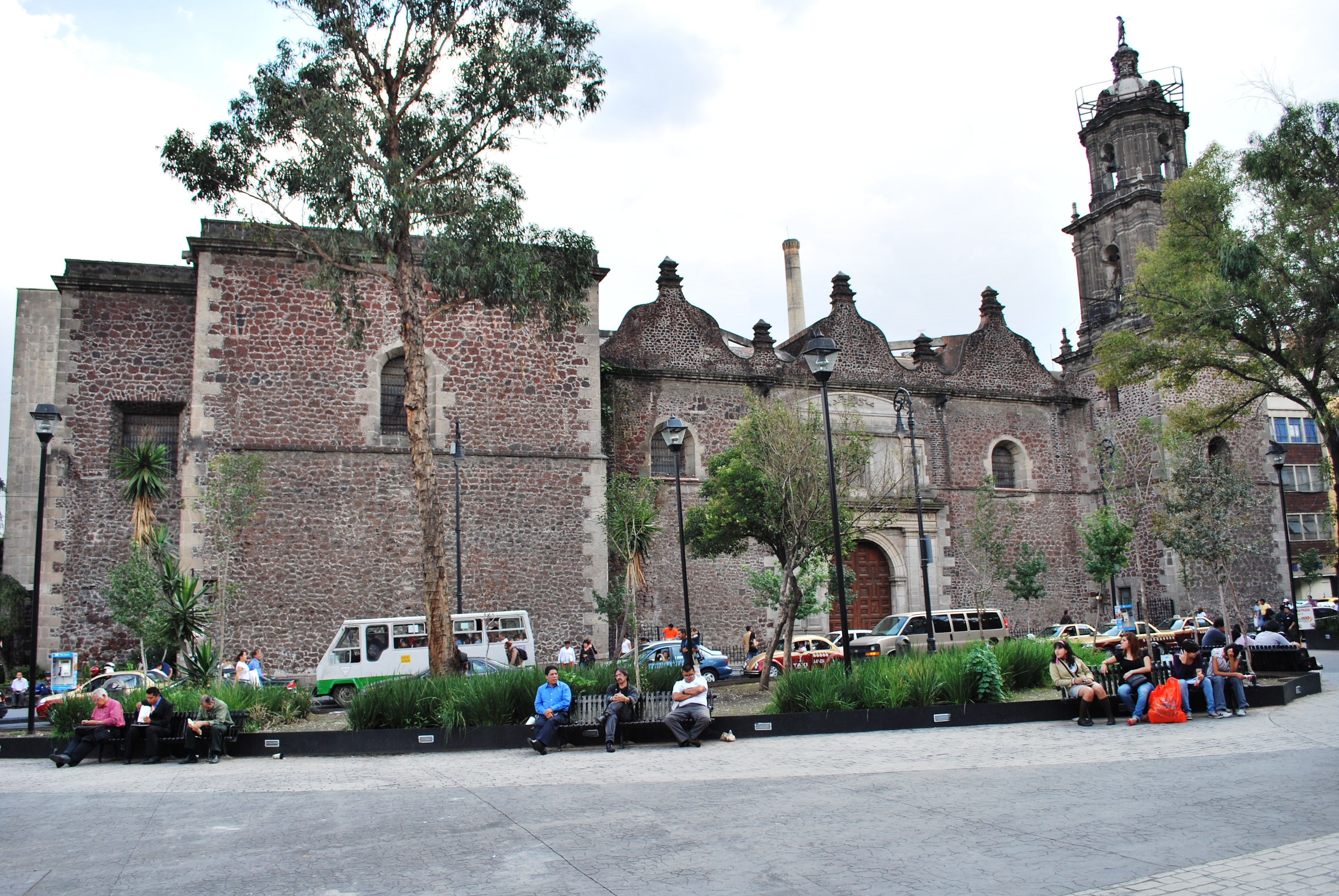
Церковь госпиталя Иисуса Назорея в Мехико. Фото 2009 года

Новый король Филипп II был апологетом испанизации Нового Света, в результате в начале 1560-х годов родственники и сторонники Кортеса встали в оппозицию политике, проводимой вице-королём Луисом де Веласко. Он был приверженцем так называемых «Новых законов» (Nuevas Leyes) и на этой почве рассорился со всеми потомками первых конкистадоров и францисканцами, которые отстаивали автономию индейцев под патронатом церкви, а не светской власти. Политический кризис усугубился решением короля, что Новой Испанией вице-король и члены Аудиенсии будут управлять совместно. Исполнительная власть была парализована.
По К. Дюверже, как раз к этому периоду относится конструирование мифа о Кецалькоатле францисканскими миссионерами, которые глубоко проникли в индейскую культуру и отождествили свои интересы с интересами коренных мексиканцев. Обожествление Кортеса стало возможным в связи с концом очередного календарного цикла (последний доиспанский цикл закончился в 1502 году, новый начинался в 1559-м). Представление о Кортесе как воплощении бога, пришедшего вернуть свои владения, означало и легитимацию положения первого поколения мексиканских конкистадоров. Переработанная версия мифа, в которой личность Кортеса смешивалась с фигурой Кецалькоатля, и в XX веке присутствовала в народной мексиканской культуре.
Все три сына Кортеса с 1540-х годов жили в Испании, однако в августе 1562 года они вернулись в Новый Свет. Главным их союзником был Херонимо де Вальдеррама — контролёр-визитадор, который должен был заниматься недоимками, допущенными вице-королём Веласко. Дон Мартин Кортес — второй маркиз дель Валье, перед отъездом отдал распоряжение о перевозке останков своего отца в Мексику. В октябре братья Кортесы прибыли в Кампече, где были приняты аделантадо Юкатана Франсиско де Монтехо — сыном завоевателя. В Мексику маркиз дель Валье прибыл 17 января 1563 года.
Прибытие Мартина Кортеса в Мексику фактически привело к гражданской войне: вице-король потребовал от маркиза сдачи своей официальной печати, в ответ тот явился на встречу контролёра Вальдеррамы со штандартом своего отца, который вице-король попытался отнять, ссылаясь на то, что никто не смеет подменить герб и знамя короля. В результате вице-король был отстранён от власти и скончался в 1564 году. Власть временно была передана Аудиенсии, после чего муниципалитет Мехико в письме королю от 31 августа предложил упразднить должность вице-короля и заменить её двойственной структурой из губернатора и генерал-капитана. На пост губернатора и верховного судьи предлагалась кандидатура Вальдеррамы, а генерал-капитана — дона Мартина Кортеса.
Мартин Кортес занял в этой обстановке выжидательную позицию, и всё закончилось отзывом контролёра Вальдеррамы в 1566 году. 5 апреля 1566 года сын Веласко письменно разоблачил заговор, но Аудиенсия повела себя нерешительно. 16 июля 1566 года Мартин был арестован Сейносом — председателем Аудиенсии, в тот же день были арестованы братья-метисы — Луис и Мартин Кортесы, а с ними около 60 их сторонников. 3 августа сыновья Кортеса были приговорены к смертной казни через обезглавливание.
17 сентября 1566 года в Веракрусе высадился новый вице-король Гастон де Перальта, который оказался сторонником Кортеса. Он распустил войска Аудиенсии и прекратил судебные процессы, отменил смертные приговоры. Маркиза дель Валье выслали в Испанию. В ноябре 1567 года в Мехико прибыл новый ревизор — Алонсо Муньос, который возобновил процесс и подверг пыткам первенца-метиса Мартина Кортеса, имущество его было конфисковано, а сам он выслан в Испанию. Совет по делам Индий принял решение ликвидировать мексиканский феод Кортеса (с сохранением титула) и приговорил маркиза к штрафу в 150 000 дукатов.

## Память

### Географические объекты
Именем Кортеса назван перевал между вулканами Попокатепетль и Истаксиуатль. До сих пор в Мексике Калифорнийский залив называют морем Кортеса.

### Историография

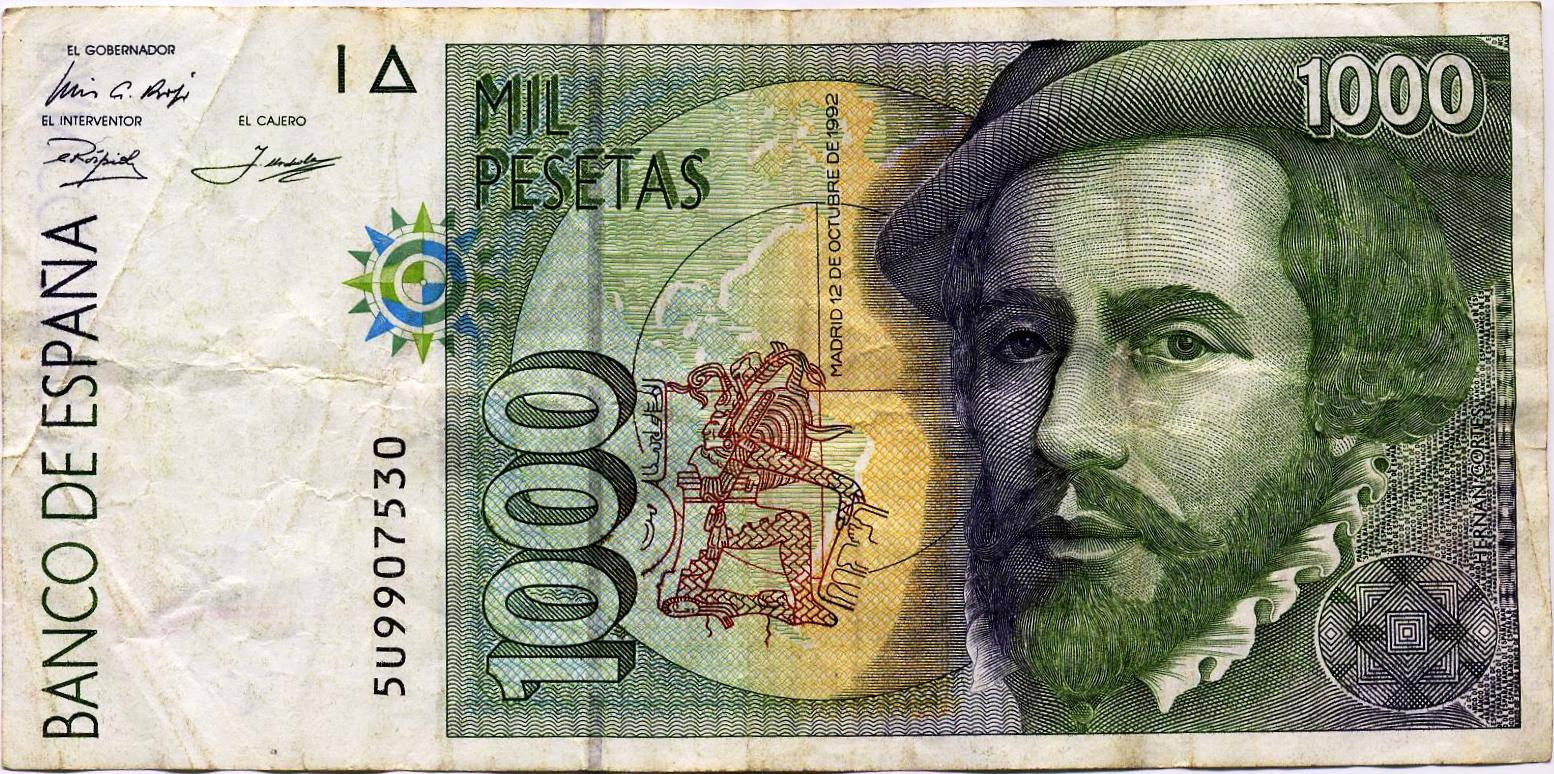
Испанская банкнота в 1000 песет с портретом Кортеса. Выпущена к празднованию 500-летия открытия Америки, 12 октября 1992 года

Первая объёмная биография Кортеса была написана после его кончины личным духовником Франсиско Лопесом де Гомара — это была «История завоевания Мексики», вышедшая в Сарагосе в 1552 году, три её издания разошлись за год. 17 ноября 1553 года регент Филипп запретил распространение книги, запрет продержался до 1808 года. В 1560-е годы, как реакция на популярный труд Гомара, были написаны истории завоевания Мексики Франсиско Сервантеса де Салазара (Мехико, 1566), Суареса Перальта и Берналя Диаса дель Кастильо. Эти труды, однако, были напечатаны намного позднее. До XIX века оставались неопубликованными труды францисканских историков Торибио де Бенавенте (Мотолиния) и Бернардино де Саагуна, отражающие индейскую точку зрения на произошедшие события. При этом следует учитывать, что францисканские хронисты полностью оправдывали действия Кортеса и более того — давали им провиденциальную интерпретацию. Только в 1749 году Андрес Гонсалес де Барсия осмелился опубликовать вторую, третью и четвёртые реляции Кортеса в сборнике «Первоначальные историографы Восточных Индий».
Другое отношение к Кортесу было заложено знавшим его лично Бартоломе де лас Касасом, в чьих трудах завоеватель представал едва ли не как исчадие ада, но при этом и его труд не был напечатан в Испании до начала XIX века. Негативный подход возобладал в рамках «Чёрной легенды», созданной в протестантских странах Европы. Двойственное отношение к Кортесу сохраняется и к началу XXI века. В историографии нового времени эталонное отношение к личности Кортеса выразил американский историк Уильям Прескотт. Его монументальная «История завоевания Мексики» (1843) была написана с позиций позитивистской историографии, то есть должна была нести моральный урок. Получалось, что европейцы смогли покорить мексиканских аборигенов по причине своего не только технического, но и интеллектуального и морального превосходства. Кортес описывался Прескоттом как эталон белого европейца: жёсткий и когда нужно — беспощадный, но прагматичный, прямой обладатель стратегического ума, рационалист, способный принимать быстрые решения. Единственным его недостатком с точки зрения американца XIX века было католическое вероисповедание.
Напротив, мексиканские историки с начала XIX века не скрывали негативного отношения к Кортесу, вплоть до полного отрицания достоверности сведений, сообщаемых в его реляциях (такой подход характерен, например, для Э. Гусман и многих других). В 2003 году французский американист Кристиан Дюверже опубликовал свою биографию Кортеса, в которой пытался представить его как образованного человека эпохи Ренессанса, искренне расположенного к культуре коренных американцев и весьма либерального по меркам своего времени. В 2005 году эта книга была опубликована в русском переводе в серии «Жизнь замечательных людей». В 2013 году он выпустил новую книгу «Кортес и его двойник: расследование одной мистификации» (фр. Cortès et son double: Enquête sur une mystification), в которой доказывает, что «Правдивая история завоевания Новой Испании» Берналя Диаса на самом деле была написана Кортесом.

### Изобразительное искусство. Литература и музыка

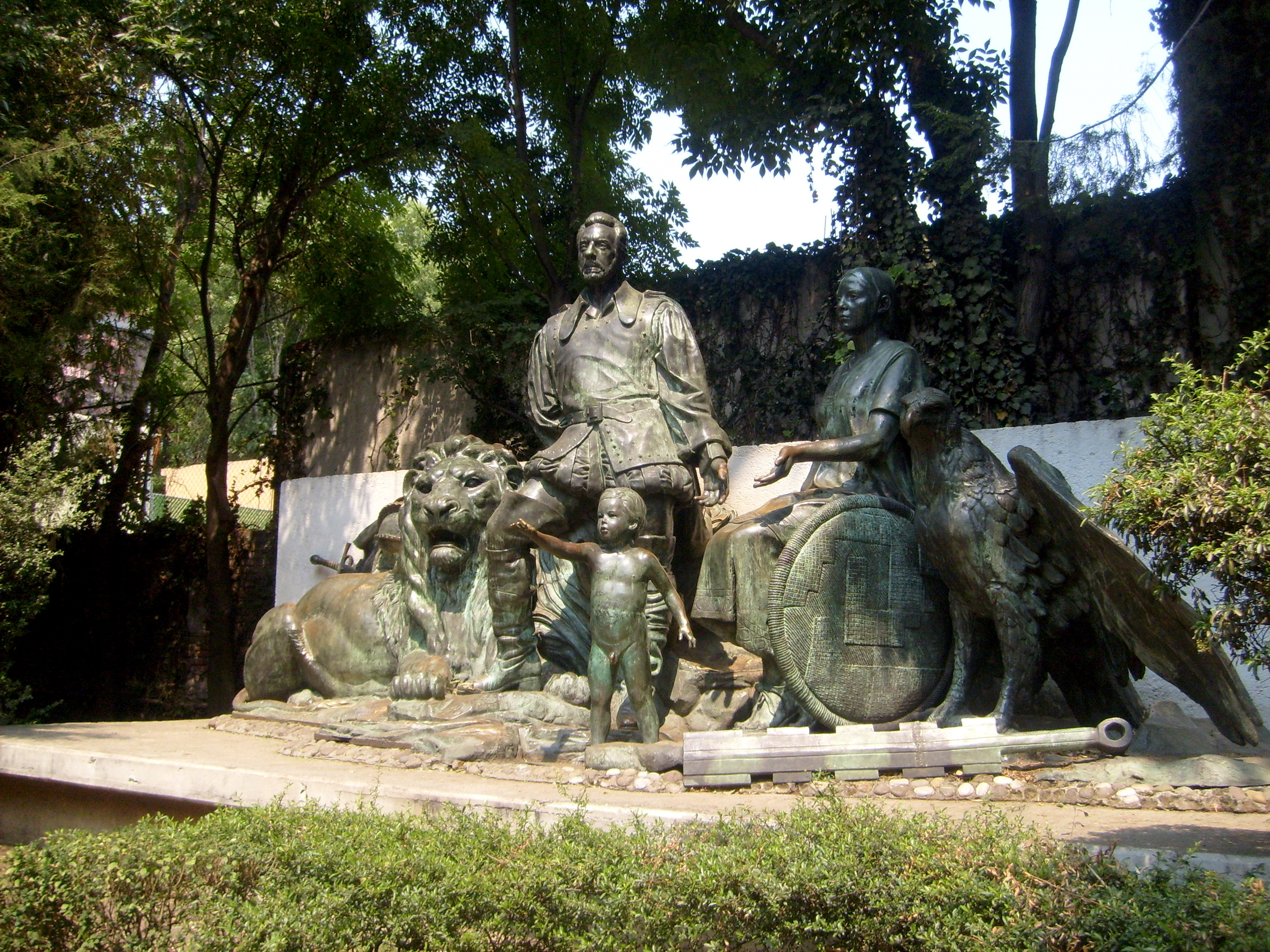
Бронзовый памятник, изображающий Кортеса, Малинче и их сына-метиса Мартина. Установлен в Койоакане в 1982 году, ныне перенесён в парк Шикотенкатля в квартале Сан-Диего Чурубуско

Кортес рано стал литературным персонажем, впервые в этом качестве его упомянул во втором томе (глава VIII) своего романа «Хитроумный идальго Дон Кихот Ламанчский» Мигель Сервантес:

…Что принудило доблестных испанцев, предводителем которых был обходительнейший Кортес, затопить свои корабли и остаться на пустынном бреге? Все эти и прочие великие и разнообразные подвиги были, есть и будут деяниями славы, слава же представляется смертным как своего рода бессмертие…
Лопе де Вега создал пьесы «Завоевания Кортеса» и «Маркиз дель Валье». В XX веке было создано как минимум три пьесы о Кортесе. В XVI—XIX веках Кортес часто становился предметом вдохновения поэтов, как мексиканских, так и испанских. Среди многих можно упомянуть поэмы Франсиско де Террасаса «Новый Свет и Конкиста», «Индейский пилигрим» Антонио де Сааведра Гусмана (1599), «Меркурий» Ариаса де Вилалобоса (1623), «Эрнандия» Франсиско Руиса де Леона (1755). В эпоху романтизма Антонио Уртадо опубликовал сборник из 20 стихотворений, названный «Баллады Эрнана Кортеса» (1847). Напротив, образ Кортеса в поэме Генриха Гейне «Вицли-Пуцли» (1851) из сборника «Романсеро» явно создан под влиянием «чёрной легенды».
По мнению Мануэля Алькала, из всех испанцев только Дон Кихот и Эль Сид были более популярными, чем Кортес, у авторов опер и музыкальных драм и комедий. Даже Антонио Вивальди написал оперу «Монтесума» (она была поставлена в Венеции в 1783 году). В среднем музыкальные произведения, посвящённые Кортесу, до середины XIX века публиковались один раз за 15-20 лет.

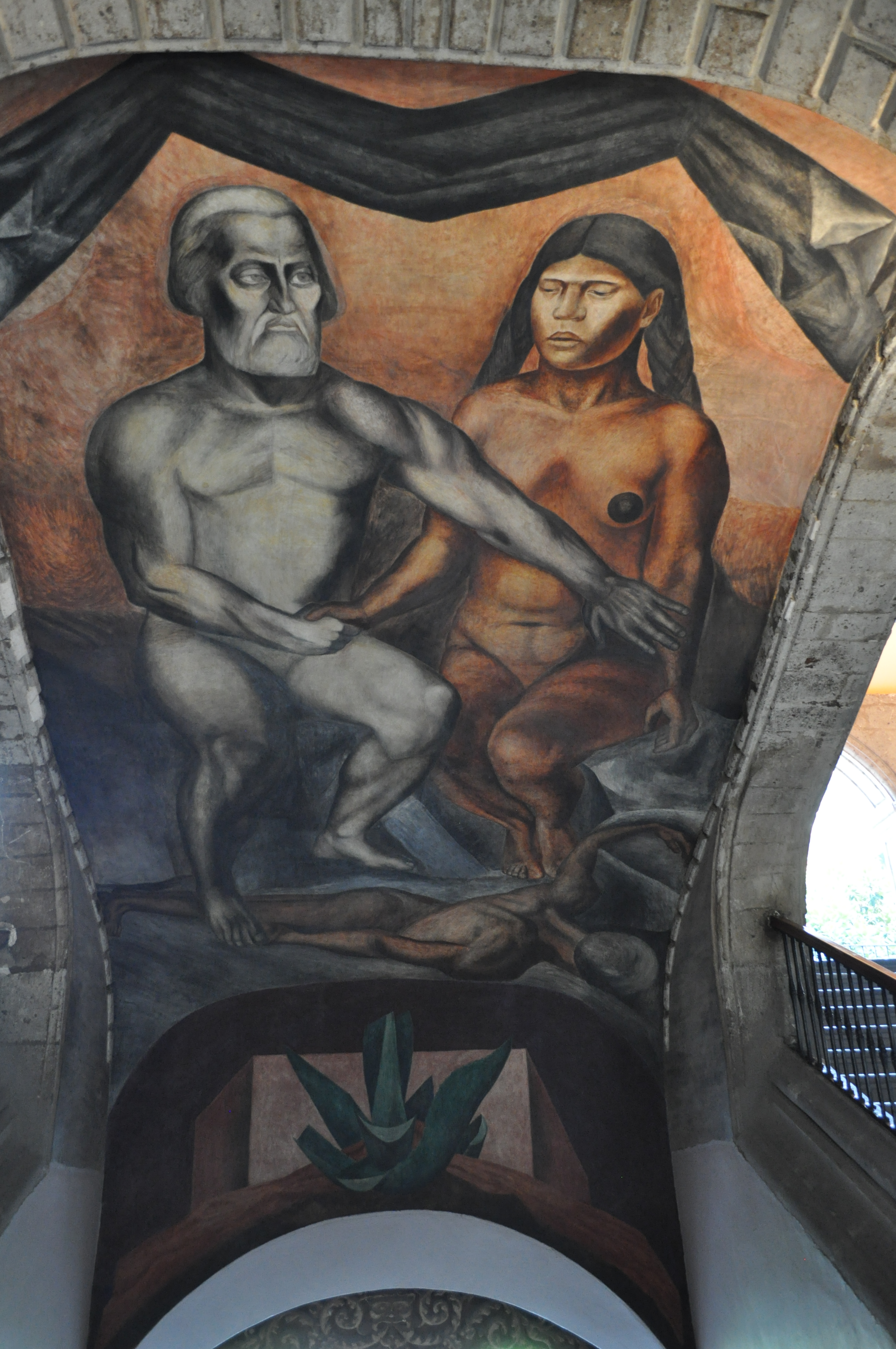
Кортес и Малинче, сидящие на трупах поверженных ацтеков. Деталь фрески Х. Ороско во дворце Сан-Ильдефонсо. 1926 год

Памятники Кортесу существуют в его родном Медельине, в Мадриде и в Неаполе, куда из Мексики был перенесён его бюст. В 1981 году была сделана попытка восстановить памятник Кортесу в Госпитале Иисуса Назорея в Мехико, но его пришлось быстро убрать из-за протестов, та же участь постигла в 1982 году статую Кортеса на центральной площади в Койоакане, несмотря на то, что завоеватель был изображён вместе с Малинче и их сыном-метисом. Центральная улица в Куэрнаваке, идущая от замка Кортеса, носит его имя, но его конный памятник расположен близ торгового центра. По мнению Леонардо Тарифеньо, конная статуя не ассоциируется с образом завоевателя, её даже путают с Дон Кихотом. В 1935 году памятник Кортесу был поставлен на главной площади Лимы, но ныне она переименована в честь Франсиско Писарро. Образы Кортеса в монументальной живописи воплотили Диего Ривера (он в 1920-е годы расписывал и дворец Кортеса в Куэрнаваке) и Хосе Клементе Ороско, но на их фресках завоеватель предстаёт как чудовище.

### Кинематограф
- 1917 — «Женщина, которую забыл Бог» режиссёра Сесила де Милля. Образ Кортеса (как второстепенного персонажа) был воплощён Хобартом Босвортом.
- 1947 — «Капитан из Кастилии[англ.]» режиссёра Генри Кинга. Кортес в исполнении кубинского актёра Сесара Ромеро.
- 1969 — «Тайная жизнь Эрнана Кортеса[англ.]» режиссёра Джон Чемберлена. Кортес в исполнении актёра Тейлора Мида[англ.]
- 2008 — «Кортес» в документальной серии Би-би-си «Завоеватели» (англ. Heroes and Villains). В роли Кортеса — Брайан Маккэрди, в роли Малинче — Винита Риши[238][Прим 12].
- 2015 — сериал «Карлос, король и император» (Испания); в роли Кортеса — Хосе Луис Гарсия Перес.
- 2019 — сериал «Эрнан» (Испания); в главной роли — Оскар Хаэнада.